# Bóng bàn
Bóng bàn là một môn thể thao trong đó hai hoặc bốn người chơi tham gia đánh một trái bóng nhẹ (trái bóng bàn) qua lại trên một chiếc bàn bằng một cây vợt nhỏ. Trò chơi diễn ra trên một mặt bàn cứng được chia làm đôi bởi một tấm lưới. Ngoại trừ loạt giao bóng đầu tiên, bóng bàn có quy tắc thi đấu chung như sau: người chơi phải để trái bóng hướng về phía bản thân nảy đúng một lần trên phần bàn của mình, và trả trái bóng về phía đối phương, sao cho nó nảy ít nhất một lần trên phần bàn của họ. Một điểm được ghi khi có một người chơi không thể trả bóng theo đúng luật. Đây là một trò chơi có tốc độ cao và cũng đòi hỏi phản xạ nhanh nhạy. Tác động tạo xoáy cho trái bóng để thay đổi quỹ đạo và hạn chế các lựa chọn của đối phương là một phương pháp mang lại lợi thế lớn.
Bộ môn bóng bàn được điều hành bởi một tổ chức toàn cầu mang tên Liên đoàn bóng bàn quốc tế (ITTF), thành lập năm 1926. Hiện nay, ITTF đã có 226 hiệp hội thành viên. Những điều luật cơ bản của môn bóng bàn đều được ghi trong sổ tay của ITTF. Bóng bàn trở thành môn thể thao Olympic kể từ năm 1988, với một vài nội dung thi đấu. Từ năm 1988 tới năm 2004, tại Thế vận hội, môn này bao gồm các nội dung: đơn nam, đơn nữ, đôi nam và đôi nữ. Đến năm 2008, nội dung đồng đội được tổ chức thay thế cho các nội dung đánh đôi.
Tên gọi trong Tiếng Anh của môn thể thao này là table tennis, còn được gọi là ping-pong hoặc whiff-whaff.

## Lịch sử

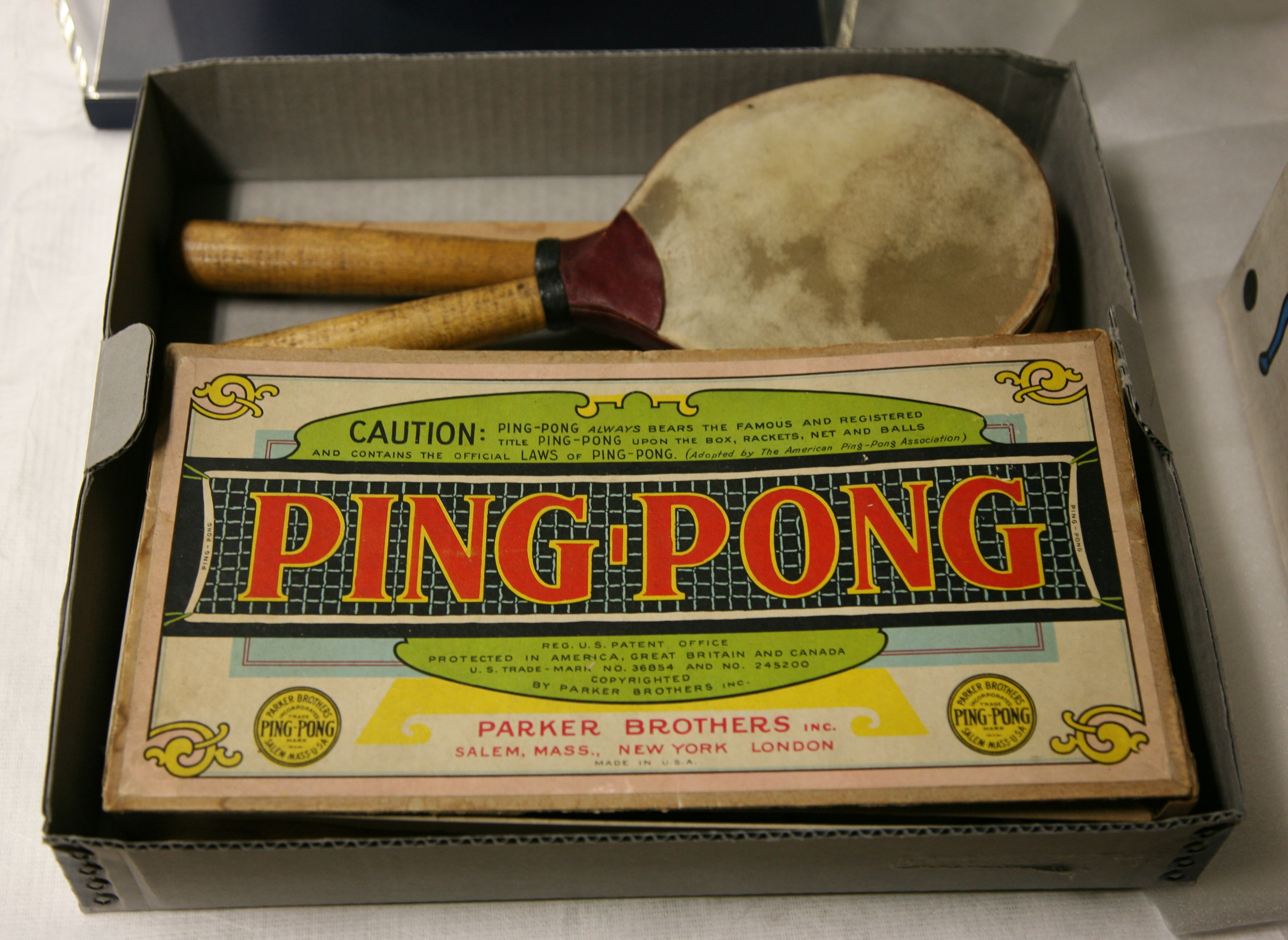
Trò chơi ping-pong của hãng Parker Brothers

Môn thể thao này có nguồn gốc từ nước Anh thời Victoria, vốn là một trò giải trí trong phòng khách sau giờ ăn tối. Có ý kiến cho rằng phiên bản sơ khai của trò chơi được phát triển bởi các sĩ quan quân đội Anh ở Ấn Độ vào khoảng những năm 1860 hoặc 1870, rồi sau đó mới được mang trở về quê hương. Người ta sử dụng một dãy sách dựng dọc giữa bàn để làm lưới, và dùng hai cuốn sách nữa làm vợt, đánh một trái bóng gôn qua lại liên tục.
Cái tên "ping-pong" được sử dụng rộng rãi trước khi công ty J. Jaques & Son Ltd của Anh đăng ký bản quyền vào năm 1901. Từ đó, nó dùng để đặt tên trò chơi được chơi bằng các thiết bị đắt tiền của hãng Jaques, những nhà sản xuất khác thì phải gọi là bóng bàn. Điều tương tự cũng diễn ra ở Hoa Kỳ, khi Jaques bán bản quyền trò chơi "ping-pong" cho Parker Brothers. Hãng Parker Brothers sau đó cũng tiến hành đăng ký bản quyền cho thuật ngữ này vào những năm 1920, khiến các công ty khác buộc phải đổi tên trò chơi của họ thành "bóng bàn" thay vì "ping-pong" vốn phổ biến hơn, nhưng đã bị độc quyền thương hiệu.
Môn thể thao có sự biến chuyển lớn đưới tác động của James W. Gibb, một người Anh đam mê bóng bàn, ông tìm ra những trái bóng celluloid trong một chuyến đi Mỹ vào năm 1901 và nhận thấy chúng rất lý tưởng cho bóng bàn. Tiếp theo phải kể đến E.C. Goode, người phát minh ra phiên bản hiện đại hơn của vợt bóng bàn bằng cách cố định một tấm cao su nhão hoặc bị dập vào phần cốt vợt bằng gỗ. Bóng bàn ngày càng phổ biến vào năm 1901 khi những giải đấu đầu tiên ra đời và những cuốn sách viết về môn thể thao này bắt đầu xuất hiện. Tới năm 1902, một giải vô địch thế giới không chính thức được tổ chức. Trong những ngày đầu, hệ thống tính điểm của bóng bàn giống như môn quần vợt sân cỏ.
Mặc dù cả "Hiệp hội ping-pong" và "Hiệp hội bóng bàn" đều đã tồn tại từ năm 1910, một hiệp hội mới vẫn được thành lập vào năm 1921 và vào năm 1926 thì nó mang tên Hiệp hội bóng bàn Anh. Liên đoàn bóng bàn quốc tế (ITTF) cũng ra đời vào năm 1926. Luân Đôn là nơi đăng cai tổ chức Giải vô địch thế giới chính thức đầu tiên vào năm 1926. Năm 1933, Hiệp hội Bóng bàn Hoa Kỳ, nay gọi là Bóng bàn Hoa Kỳ, được thành lập.

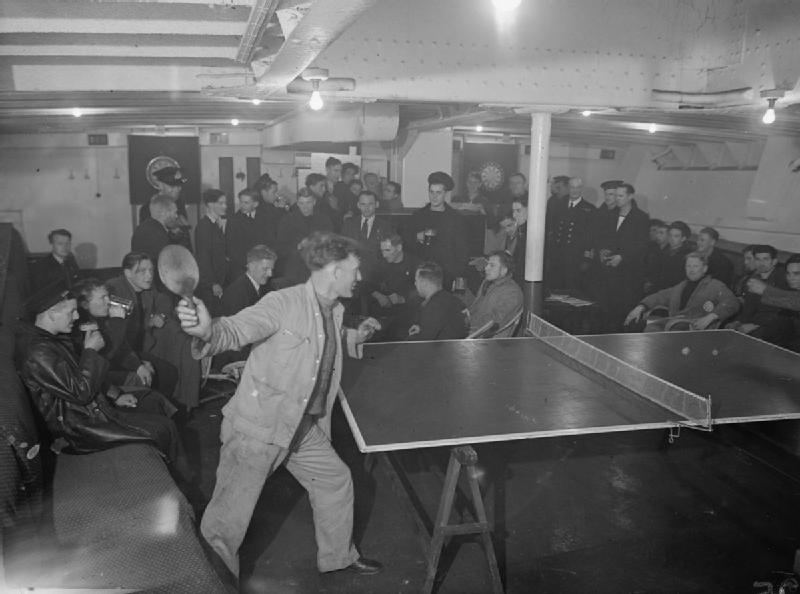
Các thủy thủ Anh đang chơi bóng bàn trên một con tàu, trong Thế chiến 2

Vào những năm 1930, Edgar Snow nhận xét trên tờ Red Star Over China rằng các lực lượng Cộng sản trong cuộc Nội chiến Trung Quốc có "niềm đam mê với môn bóng bàn kiểu Anh" mà ông thấy "kỳ lạ". Sự phổ biến của bóng bàn suy giảm vào những năm 1930 tại Liên Xô, một phần do sự ưu ái dành cho các môn thể thao mang tính đồng đội và quân sự, và một phần cũng do giả thuyết cho rằng trò chơi này gây hại tới sức khỏe.
Những năm 1950, các cây vợt có cấu tạo gồm một tấm cao su kết hợp với một lớp cao su xốp bên dưới đã thay đổi trò chơi một cách đáng kể, gia tăng yếu tố tốc độ và độ xoáy. Chúng được giới thiệu đến Anh bởi nhà sản xuất đồ thể thao S.W. Hancock Ltd. Keo tăng lực bắt đầu được đưa vào sử dụng từ giữa những năm 1980 đã ngày càng làm gia tăng độ xoáy và tốc độ của bóng bàn, dẫn đến việc người ta tìm cách tinh chỉnh thiết bị để làm "giảm tốc độ trận đấu". Bóng bàn chính thức trở thành một môn thể thao Olympic tại Thế vận hội năm 1988.

### Những thay đổi về luật

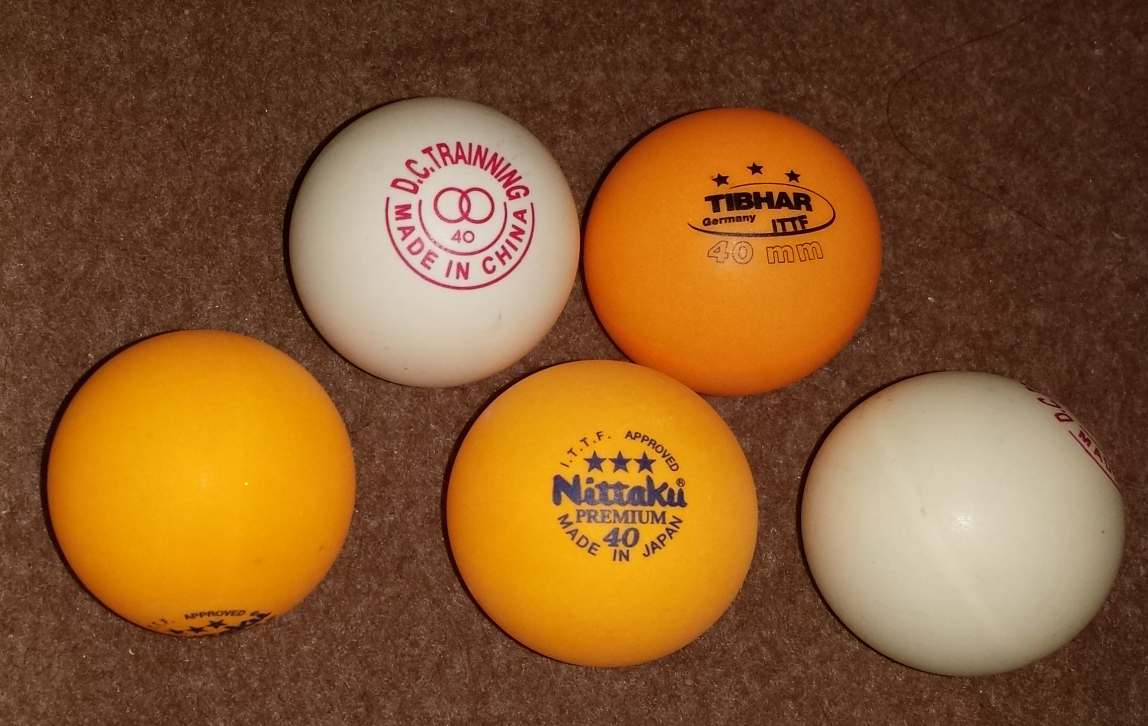
Trái bóng bàn 40 mm

Sau Thế vận hội 2000 tại Syney, ITTF tiến hành một loạt thay đổi điều luật với mong muốn làm cho môn bóng bàn trở nên phù hợp để khán giả theo dõi qua màn hình nhỏ hơn. Đầu tiên, loại bóng 38 mm (1.50 in) hoàn toàn được thay thế bằng loại bóng 40 mm (1.57 in) vào tháng 10 năm 2000. Điều này làm tăng sức cản không khí cho trái bóng, góp phần làm giảm tốc độ trận đấu. Nhưng cũng trong thời gian này, người chơi bắt đầu tìm cách tăng độ dày lớp mút trên cây vợt của họ, và khiến tốc độ bóng vẫn rất nhanh làm cho khán giả xem truyền hình khó mà bắt kịp. Vài tháng sau, ITTF chuyển hệ thống tính điểm 21 điểm thành 11 điểm đồng thời giảm khoảng cách luân chuyển giao bóng từ năm điểm xuống còn hai điểm, chính thức có hiệu lực vào tháng 9 năm 2001, khiến cho một trận đấu bóng bàn có nhịp độ nhanh và thú vị hơn. Từ năm 2002, ITTF cũng cải biên điều luật giao bóng, ngăn chặn hành vi che bóng khi giao, nhằm tăng thời gian trung bình của mỗi lượt chơi và giảm lợi thế của người cầm giao bóng. Để đối phương có thời gian nhìn nhận pha giao bóng, trái bóng trước khi vào cuộc cần được tung lên không trung với độ cao ít nhất 16 cm (6.3 in). ITTF cũng thông báo rằng tất cả các sự kiện bóng bàn sau tháng 7 năm 2014 đều phải sử dụng loại bóng làm từ chất liệu poly mới.

## Dụng cụ

### Bóng

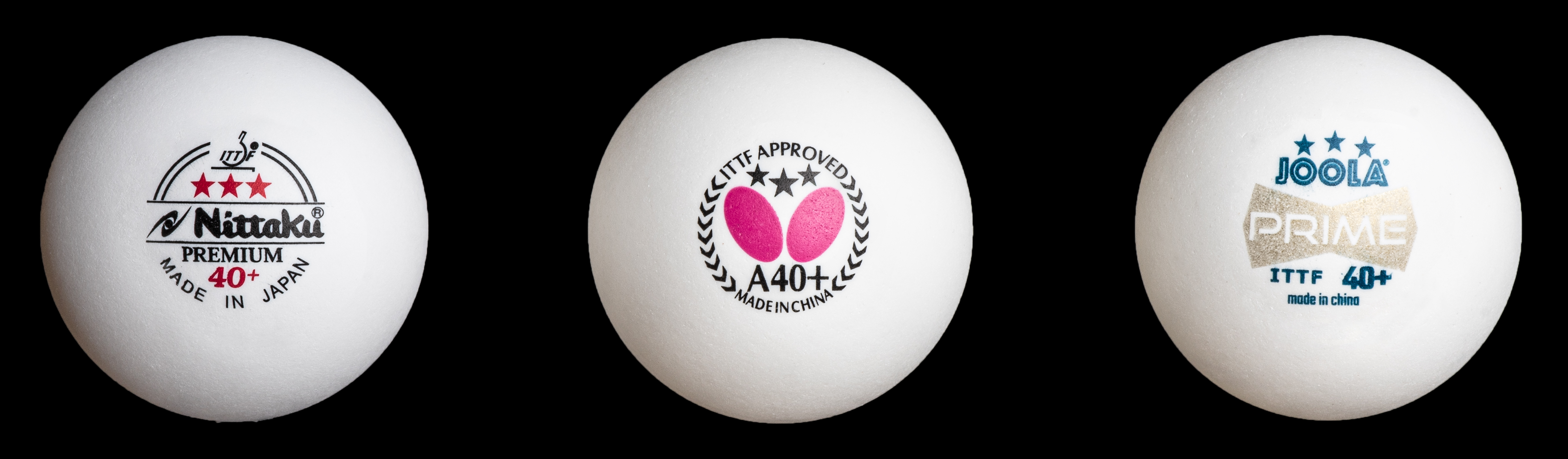
Những trái bóng bàn loại 40+ mm với dấu chứng nhận từ ITTF

Các điều luật quốc tế quy định môn bóng bàn được chơi với một trái bóng có khối lượng 2.7 gam (0.095 oz) và đường kính 40 mm (1.57 in). Điều luật chi tiết hơn còn nói rằng trái bóng đạt chất lượng sẽ nảy lên 24–26 cm (9.4-10.2 in) khi thả từ độ cao 30.5 cm (12.0 in) xuống một khối thép tiêu chuẩn, do đó có hệ số COR rơi vào khoảng 0.89 đến 0.92. Trái bóng ngày này được làm bằng polymer thay thế cho chất liệu celluloid từ năm 2015, có màu trắng hoặc da cam, với phần lớp phủ bề mặt mờ. Công tác chọn màu cho trái bóng dựa trên màu của bàn và môi trường thi đấu xung quanh. Ví dụ, một trái bóng màu trắng dễ nhìn thấy trên bàn màu xanh lá cây hoặc xanh lam hơn là trên bàn màu xám. Các hãng sản xuất thường thể hiện chất lượng trái bóng của họ bằng hệ thống xếp hạng sao, thường là từ một đến ba sao, ba sao là cấp cao nhất. Nhưng vì hệ thống này không có quy chuẩn thống nhất chung, nên để biết một trái bóng có đạt chuẩn thi đấu chính thức không thì phải thông qua sự chấp thuận của ITTF (có thể được thể hiện bằng logo chứng nhận ngay trên trái bóng).
Loại bóng 40 mm được cho ra mắt sau khi Thế vận hội Mùa hè năm 2000 kết thúc, trước đây bóng 38 mm mới là bóng tiêu chuẩn. Sự kiện này gây ra một vài tranh cãi. Chẳng hạn như việc tay vợt số một thế giới Vladimir Samsonov đe dọa rút khỏi World Cup, khi liên đoàn dự kiến đưa trái bóng quy chuẩn mới vào thi đấu từ ngày 12 tháng 10 năm 2000.

### Bàn

Minh họa một bàn thi đấu bóng bàn với các kích thước quy chuẩn

Bàn thi đấu có chiều dài 2.74 m (9.0 ft), rộng 1.525 m (5.0 ft) và cao 76 cm (2.5 ft), làm từ bất kỳ vật liệu liên tục nào miễn là tạo ra độ nảy đồng đều khoảng 23 cm (9.1 in) khi thả một trái bóng tiêu chuẩn từ độ cao 30 cm (11.8 in) hoặc từ khoảng 77% mức này. Bàn cũng như phần bề mặt tiếp xúc phải có màu tối và mờ đồng nhất, được chia đều thành hai nửa bằng một tấm lưới có chiều cao 15.25 cm (6.0 in). ITTF thì chỉ phê duyệt bàn làm từ gỗ hoặc các dẫn xuất của gỗ. Kiểu bàn bê tông có lưới thép hoặc đơn thuần là vách ngăn bằng bê tông, đôi khi xuất hiện ở các địa điểm công cộng, chẳng hạn như công viên.

### Vợt

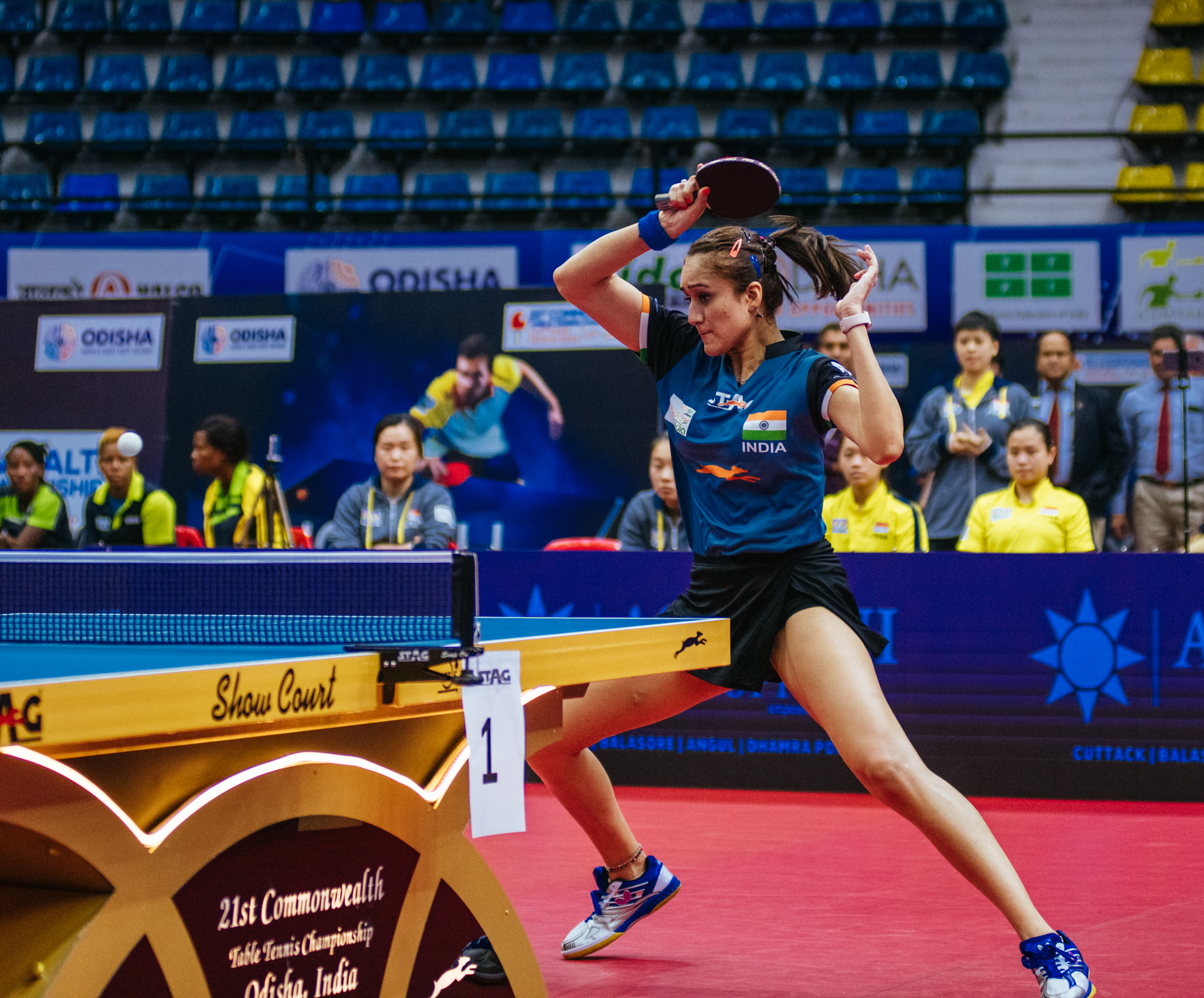
Manika Batra người Ấn Độ đang trả bóng. Mặt vợt trái tay của cô là mặt gai dài, một loại mặt hiếm khi được các tay vợt đỉnh cao sử dụng.

Mỗi người chơi được trang bị một cây vợt gỗ, với nhiều lớp phủ cao su ở một hoặc hai mặt tùy theo phong cách cầm vợt. ITTF dùng thuật ngữ "racket" để gọi tên dụng cụ này, mặc dù từ "bat" phổ biến ở Anh còn từ "paddle" thì được dùng ở Mỹ và Canada.
Phần gỗ của vợt được gọi là "cốt vợt", thường được đặc trưng cấu tạo từ một đến bảy lớp gỗ, thực tế thì không chỉ gỗ mà đôi khi còn là các vật liệu khác như cork, sợi thủy tinh, sợi carbon, sợi tổng hợp Kevlar. Theo quy định của ITTF, ít nhất 85% bề dày của cốt vợt phải là gỗ tự nhiên. Các loại gỗ thường được sử dụng là balsa, limba, cypress hoặc "hinoki" khá phổ biến ở Nhật Bản. Về kích thước trung bình, cốt vợt có chiều dài khoảng 17 cm (6.7 in), chiều rộng khoảng 15 cm (5.9 in), dù các hạn chế chính thức chỉ xoay quanh độ phẳng và độ cứng của chính cốt vợt, nhưng kích thước kể trên là tối ưu cho hầu hết các phong cách chơi.
Quy định bóng bàn cho phép các mặt cao su khác nhau ở mỗi bên của cây vợt. Các loại mặt vợt khác nhau thì cho chỉ số về độ xoáy và tốc độ khác nhau, trong nhiều trường hợp, chúng còn có khả năng vô hiệu hóa độ xoáy. Ví dụ, một người chơi có thể có một mặt vợt cung cấp nhiều độ xoáy và mặt còn lại thì không tạo xoáy. Bằng cách lật vợt khi chơi, họ có thể có những kiểu trả bóng khác nhau. Để hỗ trợ người chơi nhận diện được các mặt cao su của đối thủ, người ta quy định một mặt cao su phải có màu đỏ, mặt còn lại có màu đen. Người chơi có quyền kiểm tra vợt của đối thủ trước trận đấu để xem loại cao su được sử dụng và màu sắc của nó. Dù là chơi với tốc độ cao và xoay mặt vợt nhanh thì người chơi vẫn hoàn toàn có thể thấy rõ mặt vợt vừa được đối thủ sử dụng để vào bóng. Luật hiện hành cấm thay đổi vợt trong bất kì thời điểm nào của trận đấu, trừ khi hỏng hóc trong quá trình thi đấu.

## Thi đấu

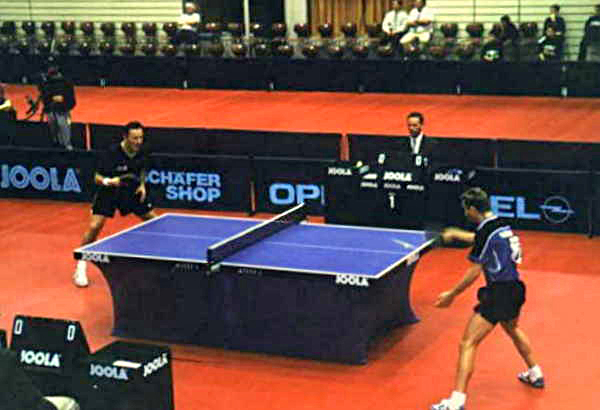
Thi đấu bóng bàn

### Bắt đầu một trận đấu
Theo điều 2.13.1 của ITTF, lượt giao bóng đầu tiên sẽ được quyết định thông qua phương pháp bắt thăm, phổ biến là tung đồng xu. Cũng khá thường thấy khi một người chơi (hoặc trọng tài) cầm trái bóng trong một bàn tay nào đó, giấu dưới gầm bàn, và để một người chơi còn lại đoán thử trái bóng ở trong tay nào, nếu đoán đúng sẽ được quyền giao bóng trước, hoặc chọn bên bàn để thi đấu.

### Giao bóng và trả giao bóng

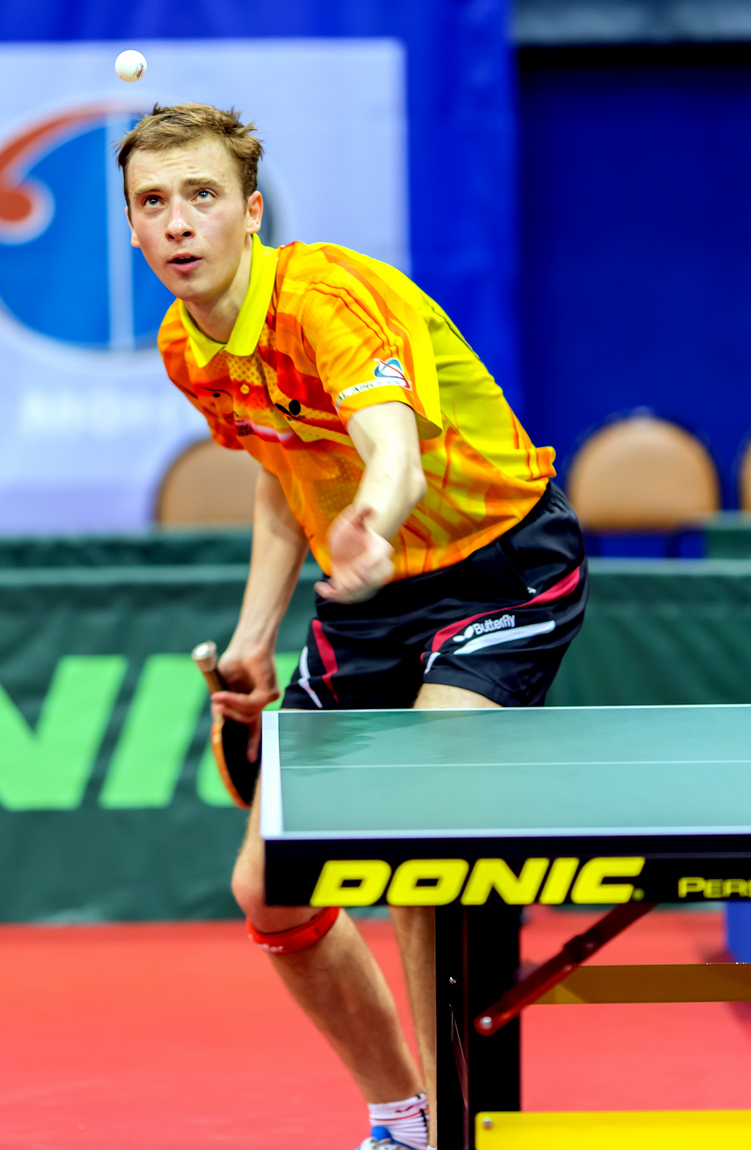
Một pha giao bóng của tay vợt chuyên nghiệp người Nga Alexander Shibaev

Trong ván đấu, người cầm giao bóng là người bắt đầu một lượt chơi. Người cầm giao bóng trong tư thế đứng, giữ trái bóng nằm trên lòng bàn tay không cầm vợt được gọi là tay không thuận. Tiếp đó tung không xoáy trái bóng lên không trung với độ cao ít nhất là 16 cm (6.3 in). Người cầm giao bóng dùng vợt tác động vào trái bóng, sao cho bóng chạm phần bàn của mình trước và sau đó chạm trực tiếp vào bàn của người trả giao bóng mà không để chạm vào cụm lưới. Trong các trận đấu cấp thấp, nhiều người chơi bỏ qua thao tác tung bóng. Tuy nhiên, điều này là trái luật và có thể mang lại cho người cầm giao bóng lợi thế không công bằng.
Suốt quá trình giao bóng, trái bóng phải ở phía trên mặt bàn và đằng sau đường biên cuối bàn, gọi là bề mặt thi đấu. Người cầm giao bóng không được dùng cơ thể hoặc quần áo để che khuất tầm nhìn trái bóng, tức là đối phương và trọng tài phải luôn nhìn rõ trái bóng. Nếu trọng tài cho rằng một pha giao bóng phạm quy, trước hết họ sẽ tạm ngừng pha giao bóng đó và đưa ra cảnh báo cho người chơi. Sau đó, nếu giao bóng hỏng rõ ràng hoặc bị trọng tài nghi ngờ về tính hợp lệ một lần nữa, người trả giao bóng sẽ ghi điểm.
Nếu người cầm giao bóng có pha giao bóng "tốt", thì người trả giao bóng phải trả bóng "tốt" bằng cách đánh trái bóng trước khi nó kịp nảy thêm lần thứ hai, trái bóng sẽ phải qua lưới và lập tức (hoặc sau khi chạm lưới) nảy ít nhất một lần tại phần bàn của đối phương. Tiếp đó, cả người cầm giao bóng và người trả giao bóng phải liên tục trả bóng cho tới khi kết thúc một lượt chơi. Trả giao bóng là một trong những phần khó nhất trận đấu, vì quả giao bóng ban đầu thường khó dự đoán và do đó cũng là pha bóng mang lại nhiều lợi thế nhất cho người chơi, khi họ có thể tùy ý lựa chọn tốc độ lẫn độ xoáy.

### Let
Let là một lượt chơi mà kết quả ghi điểm không được công nhận, và được trọng tài gọi cho các trường hợp sau:
- Khi giao bóng, bóng chạm lưới nhưng các yếu tố khác của một pha giao bóng tốt đều thỏa mãn hoặc trái bóng bị cản trở bởi người chơi thuộc bên cầm giao bóng. Cản trở ở đây nghĩa là một người chơi chạm vào bóng khi nó vẫn còn ở trên không trung, và bóng vẫn chưa hề chạm vào phần bàn của người chơi đó kể từ lần cuối cùng nó bị tác động.
- Khi người nhận bóng chưa chuẩn bị sẵn sàng mà bóng vẫn được giao.
- Khi người chơi không thể thực hiện giao bóng tốt hoặc trả bóng tốt do xáo trộn ngoài tầm kiểm soát của họ.
- Khi pha bóng bị gián đoạn bởi trọng tài hoặc trợ lý trọng tài.

Let còn được gọi cho pha giao bóng lỗi, trong trường hợp trái bóng được đánh bởi người cầm giao bóng đồng thời trái bóng không ở sau đường biên cuối bàn hoặc trái bóng chạm mép bàn hoặc trái bóng chạm lưới.

### Ghi điểm

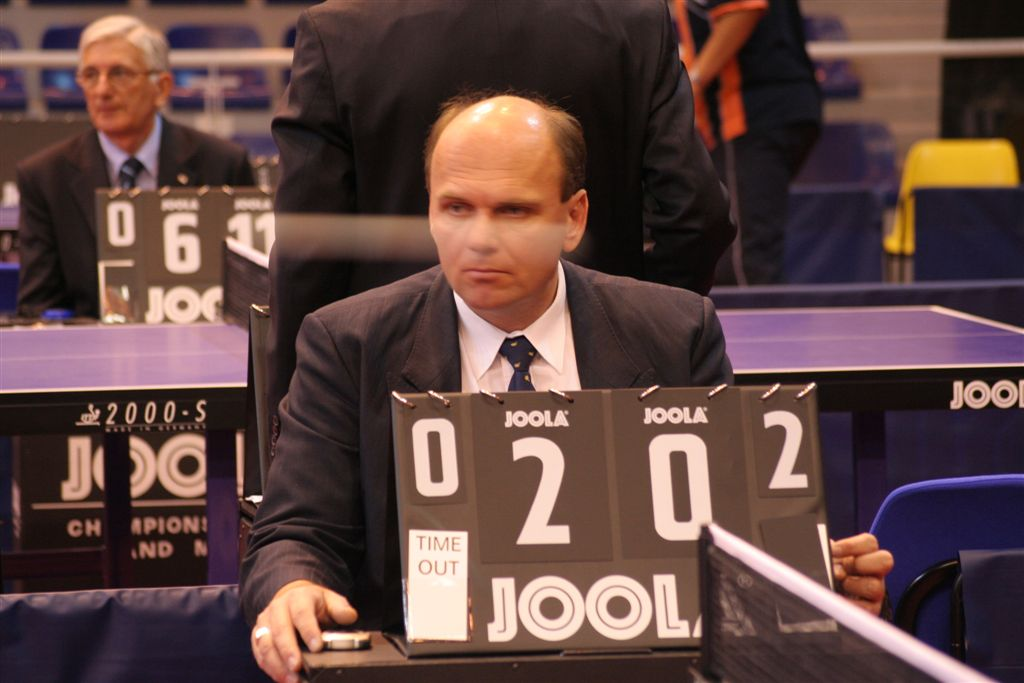
Trọng tài bóng bàn

Người chơi ghi được điểm với các kết quả trong lượt chơi sau:
- Đối phương không thể thực hiện thành công một pha giao bóng tốt hoặc trả bóng tốt.
- Sau khi thực hiện một pha giao bóng tốt hoặc một pha trả bóng tốt, trái bóng chạm vào bất kỳ thứ gì khác ngoài cụm lưới trước khi được đối phương đánh đi.
- Trái bóng vượt quá phần bàn hoặc ra ngoài đường biên cuối bàn của người chơi mà chưa chạm vào phần bàn của họ sau khi bị đối phương đánh đi.
- Đối phương cản trở bóng.
- Đối phương tác động vào bóng hai lần liên tiếp. Chú ý, tay cầm vợt cũng được tính là một phần của vợt và một pha trả bóng tốt thực hiện bằng bàn tay hoặc ngón tay thì vẫn được công nhận. Không tính là lỗi nếu trái bóng vô tình chạm tay hoặc ngón tay rồi mới chạm vào vợt của người chơi.
- Đối phương đánh bóng bằng một phần không được phủ cao su của cốt vợt.
- Đối phương tác động làm di chuyển mặt bàn hoặc chạm vào lưới.
- Đối phương để tay tự do chạm vào mặt bàn.
- Trong phương pháp đánh khẩn trương, nếu người nhận bóng thực hiện trả bóng tốt 13 lần thì người nhận bóng ghi điểm.[41]
- Khi đối phương bị cảnh cáo vi phạm hai lần trong một trận đấu cá nhân hoặc đồng đội. Nếu tiếp tục vi phạm thêm lần ba, người chơi sẽ được hai điểm.[42] Nếu trận đấu cá nhân hoặc đồng đội chưa kết thúc, mọi điểm phạt chưa được sử dụng có thể chuyển sang ván đấu tiếp theo.[35]

Một ván đấu được định đoạt thắng thua khi một trong hai người chơi giành được 11 điểm trước. Trong trường hợp mỗi bên cùng giành được 10 điểm, người chơi nào giành liên tiếp hai điểm trước thì là người chiến thắng. Một trận gồm một số lẻ ván, với người thắng cuộc là người giành chiến thắng nhiều ván hơn. Trong các cuộc thi đấu, một trận thường có 5 hoặc 7 ván đấu.

### Đổi giao bóng và kết thúc
Quyền cầm giao bóng thay đổi luân phiên giữa các người chơi cứ sau hai điểm (bất kể ai là người giành chiến thắng trong lượt chơi) cho đến khi kết thúc ván đấu, trong trường hợp cả hai người chơi đều ghi được 10 điểm hoặc phương pháp đánh khẩn trương được áp dụng thì trình tự giao bóng và trả giao bóng vẫn giữ nguyên nhưng mỗi người chơi chỉ được giao bóng một lần trong mỗi lượt cầm giao bóng của mình. Người chơi cầm giao bóng đầu tiên trong một ván thì ván sau sẽ chuyển thành người trả giao bóng đầu tiên.
Sau mỗi ván đấu, người chơi đổi phần bàn cho nhau. Điều này cũng diễn ra trong ván đấu cuối cùng của một trận đấu, ví dụ ván thứ năm hoặc ván thứ bảy, người chơi sẽ đổi phần bàn cho nhau ngay khi có một trong hai người chơi giành được điểm số thứ năm, bất kể quyền giao bóng đang thuộc về ai. Nếu trình tự giao bóng và trả giao bóng không đúng, điểm ghi được trong tình huống đó vẫn được tính và trận đấu tiếp tục với trình tự tại điểm số vừa được ghi.

### Đấu đôi

Từng khu vực giao bóng khi thi đấu đôi

Ngoài là trò chơi giữa các cá nhân, các cặp đôi cũng có thể tham gia chơi bóng bàn. Thể thức thi đấu đơn và đôi đều có mặt trong các giải đấu quốc tế, bao gồm Thế vận hội từ năm 1988 và Đại hội Thể thao Khối Thịnh vượng chung từ năm 2002. Năm 2005, ITTF thông báo rằng thể thức thi đấu đôi sẽ chỉ còn là một phần của nội dung thi đấu đồng đội trong Thế vận hội 2008.
Trong đấu đôi, các điều luật đấu đơn đều được áp dụng ngoại trừ những điều sau đây.

#### Giao bóng
Một đường kẻ dọc theo cạnh dài của bàn thi đấu, chia bàn làm hai phần bằng nhau. Mục đích duy nhất của nó là hỗ trợ cho các quy tắc giao bóng khi thi đấu đôi. Một pha giao bóng tốt cần phải làm cho trái bóng nảy lần đầu tiên ở "ô" bàn bên phải của người cầm giao bóng, sau đó nảy ít nhất một lần ở ô bàn bên phải của đối phương (tức là ô bàn ngoài cùng bên trái của người cầm giao bóng), nếu không làm được điều này thì bên trả giao bóng sẽ ghi điểm.

#### Thứ tự chơi, giao bóng và trả giao bóng
1. Người chơi phải đánh bóng lần lượt. Ví dụ, nếu A bắt cặp với B, X bắt cặp với Y, trong đó A là người cầm giao bóng còn X là người trả giao bóng. Thứ tự chơi sẽ là A → X → B → Y. Lượt chơi sẽ tiếp tục diễn ra theo cách này cho đến khi một bên không thể thực hiện một pha trả bóng tốt và bên kia ghi điểm.[46]
2. Sau mỗi lần đổi giao bóng, người trả giao bóng trước đó sẽ trở thành người cầm giao bóng và đối tác của người cầm giao bóng trước đó sẽ trở thành người trả giao bóng. Ví dụ, nếu thứ tự lượt chơi trước đó là A → X → B → Y, thì sau khi đổi giao bóng thứ tự sẽ trở thành X → B → Y → A.[44]
3. Trong ván đấu thứ hai hoặc ván đấu tiếp theo, thứ tự chơi lượt đầu tiên sẽ đổi ngược lại. Ví dụ: nếu thứ tự chơi là A → X → B → Y ở đầu ván đấu đầu tiên, thì thứ tự chơi sẽ đổi thành X → A → Y → B hoặc Y → B → X → A ở đầu ván đấu thứ hai, tùy thuộc vào việc X hay Y là người cầm giao bóng đầu tiên trong ván đấu. Điều đó có nghĩa là người trả giao bóng đầu tiên trong ván đấu này chính là người cầm giao bóng đầu tiên trong ván đấu liền trước đó. Trong mỗi ván đấu của một trận đấu đôi, cặp có quyền giao bóng trước sẽ được chọn người cầm giao bóng. Tuy nhiên, cặp trả giao bóng thì chỉ được chọn người trả giao bóng trong ván đấu đầu tiên mà thôi.
4. Khi một cặp ghi được năm điểm trong ván đấu cuối cùng, các cặp phải đổi phần bàn cho nhau và đổi người trả giao bóng để đảo thứ tự chơi. Ví dụ, khi thứ tự chơi cuối cùng trước khi một cặp ghi được năm điểm ở ván đấu cuối là A → X → B → Y, thì thứ tự chơi sau khi thay đổi sẽ là A → Y → B → X nếu A vẫn còn lần giao bóng thứ hai. Còn nếu không, X sẽ trở thành người cầm giao bóng tiếp theo và thứ tự sẽ là X → A → Y → B.

Đôi nam bóng bàn. Cặp anh em Dmitry Mazunov và Andrey Mazunov năm 1989.

### Phương pháp đánh khẩn trương
Nếu một ván đấu không thể kết thúc sau 10 phút thi đấu, và có ít hơn 18 điểm được ghi, phương pháp đánh khẩn trương sẽ được áp dụng. Trọng tài tạm ngừng ván đấu, và ván đấu sẽ tiếp tục với việc mỗi người chơi chỉ còn được giao bóng một lần trong mỗi lượt cầm giao bóng. Nếu phương pháp đánh khẩn trương áp dụng khi bóng chưa được giao, người trả giao bóng lượt chơi trước sẽ là người cầm giao bóng đầu tiên. Trong phương pháp đánh khẩn trương, người cầm giao bóng phải ghi được điểm trước khi người trả giao bóng thực hiện thành công 13 pha trả bóng tốt hoặc phải chịu để đối phương ghi điểm. Phương pháp này cũng có thể được áp dụng bất cứ lúc nào theo yêu cầu của hai người chơi hoặc các cặp đấu. Sau khi được đem ra sử dụng, phương pháp đánh khẩn trương vẫn duy trì hiệu lực cho đến khi kết thúc trận đấu. Đây là một điều luật giúp rút ngắn thời gian của một trận bóng bàn, chủ yếu hiện diện trong ván đấu của những người chơi có thiên hướng nặng tính phòng thủ.

## Cầm vợt
Mặc dù người chơi bóng bàn có thể cầm vợt theo nhiều cách khác nhau, nhưng nhìn chung có thể phân loại thành hai trường phái chính, penhold và shakehand. Không có điều luật bóng bàn nào quy định cụ thể về cách người chơi cầm vợt, vậy nên đã có rất nhiều cách cầm vợt được sử dụng.

### Penhold (Cầm vợt dọc)

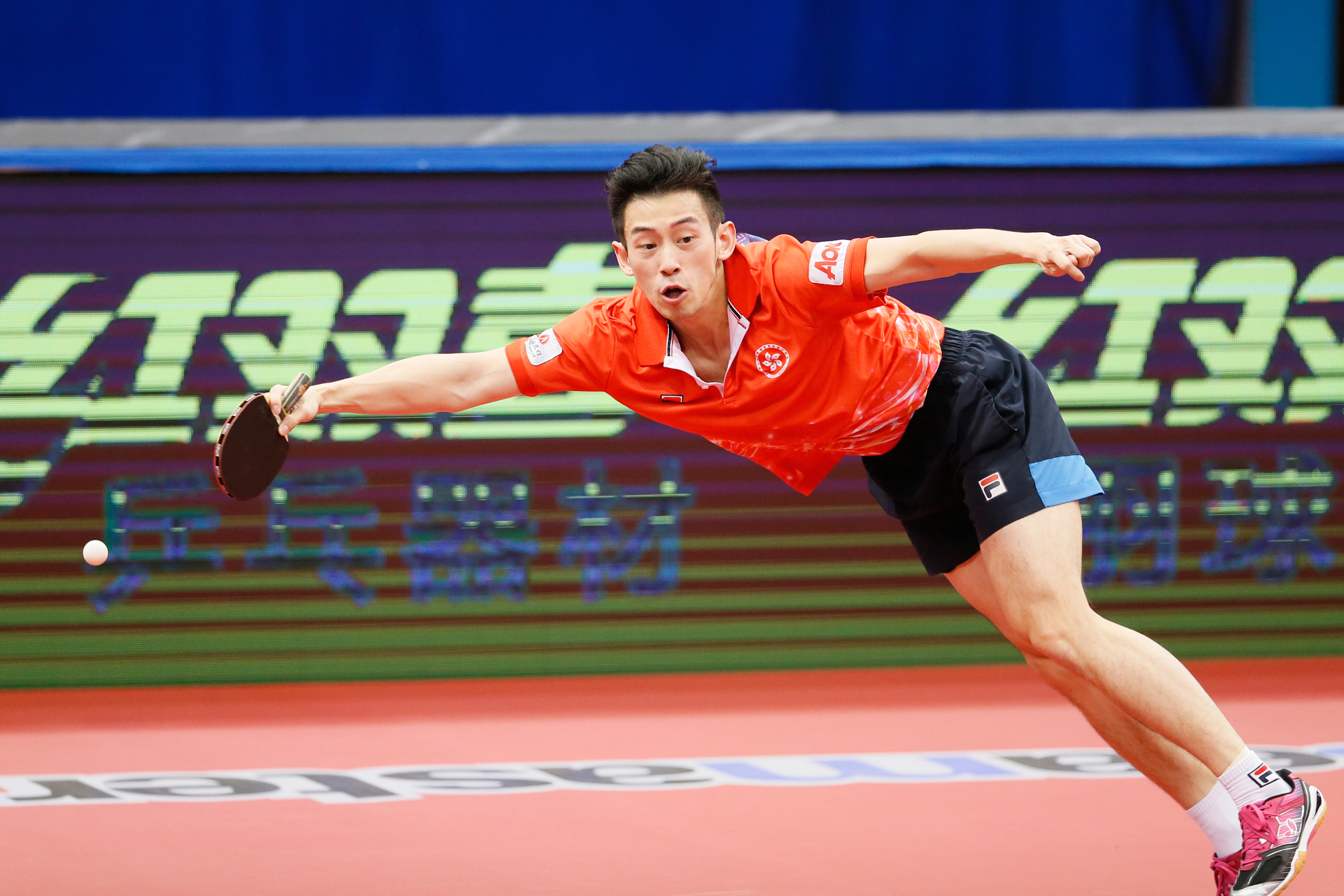
Hoàng Trấn Đình, một tay vợt dọc

Sở dĩ cách cầm vợt này có cái tên như vậy vì nó tương tự với cách người ta cầm một cây viết. Các phong cách chơi vợt dọc của những người chơi khác nhau thì rất đa dạng. Phong cách phổ biến nhất là phong cách vợt dọc của người Trung Quốc, được thực hiện bằng cách cuộn tròn ngón giữa, ngón áp út và ngón út ở mặt sau cây vợt, sao cho ba ngón tay kể trên luôn cuộn sát nhau. Các tay vợt dọc kiểu Trung Quốc ưa thích loại vợt có phần đầu tròn, phù hợp cho lối chơi trên mặt bàn. Còn có một phong cách vợt dọc khác, được gọi là vợt dọc kiểu Nhật/ Hàn Quốc, khác biệt ở chỗ ba ngón cuối bàn tay đều chạm vào mặt sau của vợt thay vì cuộn vào nhau như kiểu Trung Quốc. Đôi khi xuất hiện một cách cầm vợt kết hợp cả hai kiểu trên, trong đó ngón giữa, ngón áp út và ngón út duỗi thẳng nhưng vẫn chồng lên nhau, hoặc cả ba ngón đều chạm vào mặt sau cây vợt mà vẫn tiếp xúc với nhau. Các tay vợt dọc Nhật Bản và Hàn Quốc thì lại thường dùng vợt đầu vuông dành cho lối chơi xa bàn. Những cây vợt đầu vuông này có một khối chất liệu cork ở phía trên tay cầm, cũng như một lớp cork mỏng ở mặt sau của vợt, để tăng độ bám và sự thoải mái. Trường phái vợt dọc phổ biến ở nhóm người chơi đến từ các quốc gia Đông Á như Trung Quốc, Nhật Bản, Hàn Quốc và Đài Loan. 

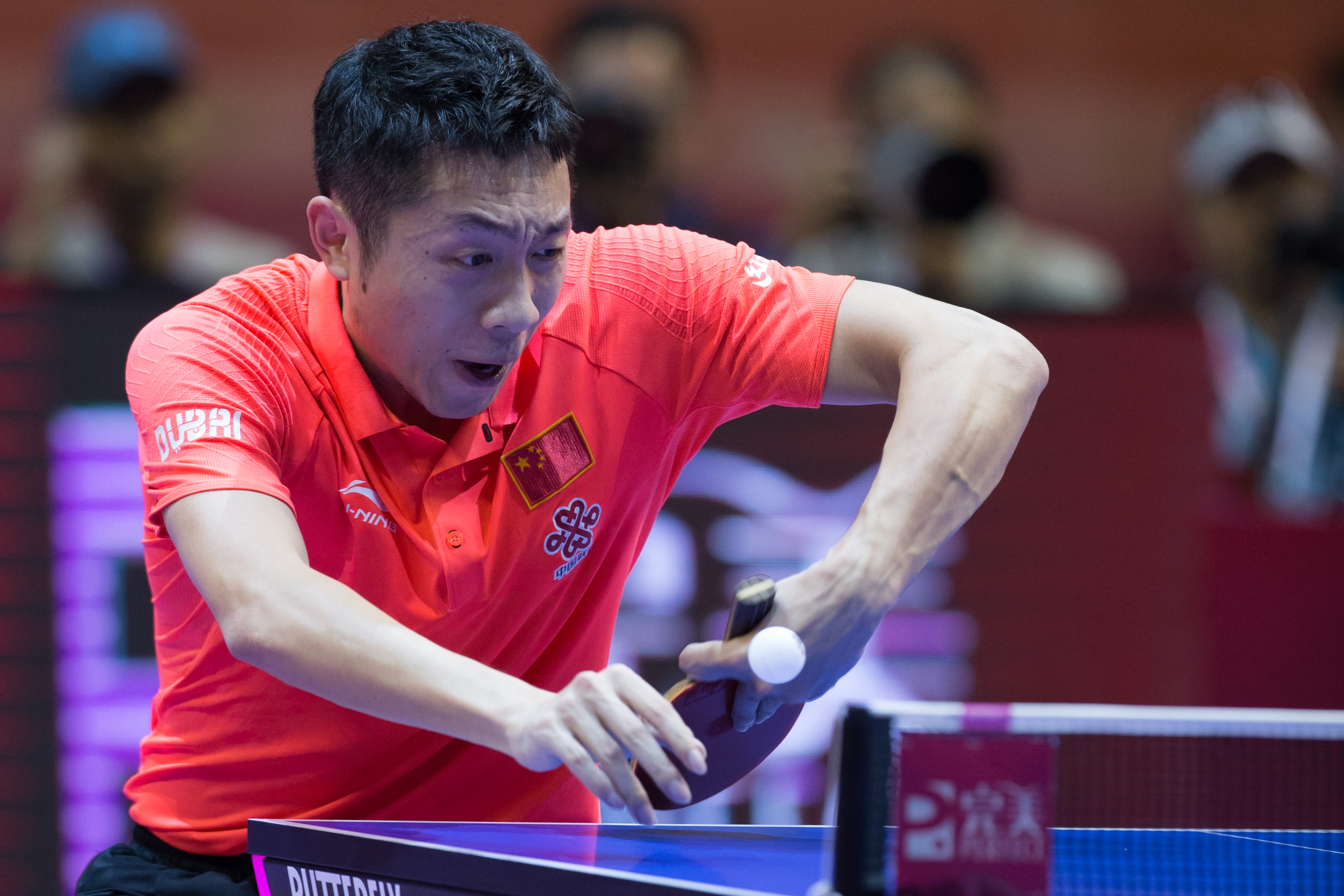
Hứa Hân thực hiện một cú đánh trái tay với kiểu cầm vợt dọc

Theo truyền thống, người chơi vợt dọc chỉ dùng một mặt vợt để đánh bóng khi chơi bình thường, và mặt tiếp xúc với ba ngón cuối bàn tay thì không được sử dụng. Lối chơi này được gọi là "vợt dọc truyền thống" và thường áp dụng cho các dòng vợt đầu vuông. Tuy nhiên, vào những năm 1990, người Trung Quốc đã phát triển một kỹ thuật chơi vợt dọc mới, cho phép sử dụng cả hai mặt vợt để đánh bóng, người chơi sẽ thực hiện một cú đánh trái tay (thường là một cú giật bóng) bằng cách xoay mặt vợt truyền thống về phía chính mình, và vào bóng bằng mặt vợt còn lại. Kỹ thuật này đã cải thiện cả về sức mạnh lẫn tâm lý cho người chơi vợt dọc, vì nó loại bỏ được điểm yếu của các cú đánh trái tay trong lối chơi vợt dọc truyền thống.

### Shakehand (Cầm vợt ngang)
Cách cầm vợt này có tên như vậy vì nó tương tự với cách người ta thực hiện một cái bắt tay. Mặc dù đôi khi được gọi là kiểu "tennis", hoặc kiểu "phương Tây", nhưng nó hoàn toàn không liên quan tới cách cầm vợt tennis phương Tây được phổ biến tại Bờ Tây Hoa Kỳ, khi người ta đặt vợt ở góc 90° và chơi tennis bằng cách xoay cổ tay để điều khiển các khớp ngón tay hướng vợt chạm vào trái bóng. Trong bóng bàn, "phương Tây" dùng để chỉ các quốc gia phương Tây, vì đây là cách cầm vợt duy nhất của đa phần các tay vợt bản địa ở châu Âu và châu Mỹ.
Sự đơn giản và linh hoạt, cùng với sự thừa nhận của các huấn luyện viên giỏi nhất Trung Quốc rằng phong cách chơi châu Âu nên được mô phỏng và huấn luyện, đã khiến kiểu cầm vợt ngang trở nên phổ biến ngay cả ở Trung Quốc. Nhiều tay vợt đẳng cấp thế giới ở châu Âu và Đông Á đều là những tay vợt ngang, người ta cũng công nhận rằng các kỹ thuật vợt ngang dễ học hơn các kỹ thuật vợt dọc, và cho phép người chơi đa dạng hóa lối chơi trong cả tấn công lẫn phòng thủ.

### Seemiller
Cách cầm vợt được đặt theo tên người sử dụng nó, nhà vô địch bóng bàn Hoa Kỳ, Danny Seemiller. Được thực hiện bằng cách đặt ngón trỏ và ngón cái vào hai bên mép dưới của mặt vợt và giữ tay cầm bằng các ngón còn lại. Vì chỉ dùng một mặt vợt để đánh bóng, nên có thể dùng hai dạng mặt vợt tương phản nhau cho cốt vợt, và "xoay vợt" để đánh lừa đối phương. Danny Seemiller đã sử dụng một mặt mút gai ngược đi kèm một mặt phản xoáy. Nhiều người chơi ngày nay thì kết hợp mặt mút gai ngược với mặt gai dài. Cách cầm vợt này được đánh giá là rất hữu hiệu cho các cú chặn bóng, đặc biệt với các cú đánh trái tay, và cả các cú giật thuận tay với bóng xoáy xuống. Seemiller trở nên nổi tiếng đỉnh điểm vào năm 1985 khi được sử dụng bởi bốn trong số năm người chơi đến từ Hoa Kỳ trong Giải vô địch thế giới, bao gồm Danny Seemiller, Ricky Seemiller, Eric Boggan và Brian Masters.

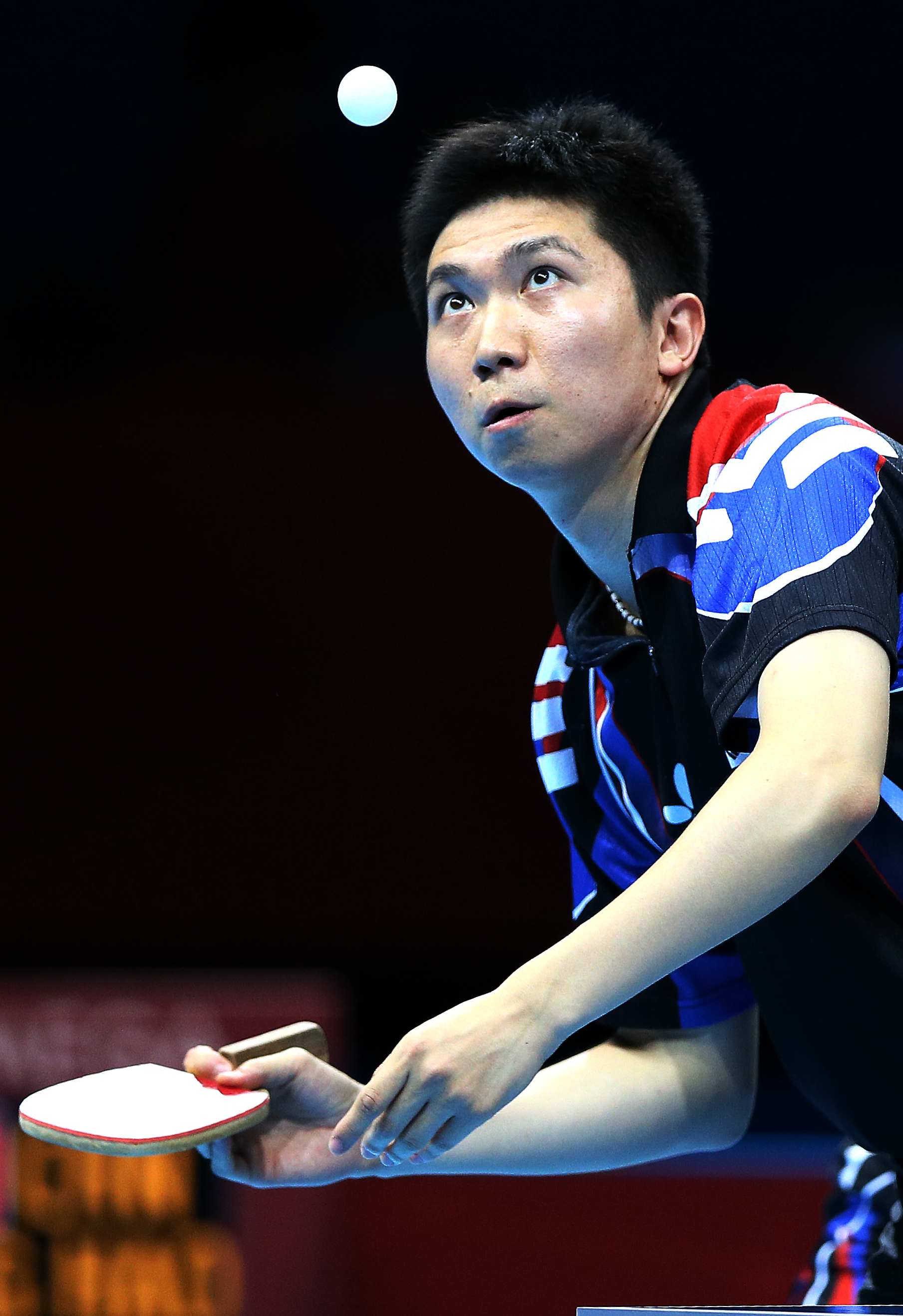
Vợt dọc truyền thống (Ryu Seung-min)

## Tư thế
'Một tư thế sẵn sàng tốt sẽ cho phép bạn di chuyển nhanh chóng vào vị trí và giữ được thăng bằng khi thực hiện các cú đánh mạnh mẽ.'

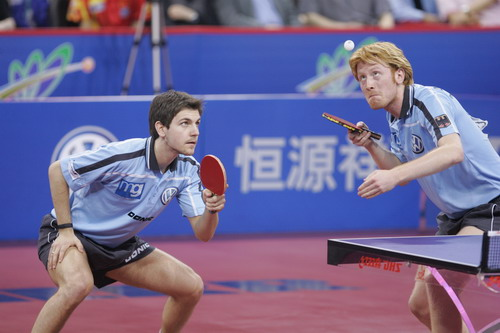
Timo Boll (trái) trong tư thế sẵn sàng

Tư thế trong bóng bàn còn được gọi là 'tư thế sẵn sàng'. Đó là vị trí mà người chơi chọn ban đầu khi chuẩn bị trả giao bóng và quay lại sau khi chơi một lượt để chuẩn bị cho lượt chơi tiếp theo. Nó bao gồm việc giữ khoảng cách giữa hai bàn chân rộng hơn vai, và phải hơi cúi người một chút. Cúi người là một động tác hiệu quả để di chuyển nhanh chóng và đưa các cơ bắp vào trạng thái chuẩn bị để chuyển nhiều động năng hơn. Phần thân trên hơi hướng về phía trước, và người chơi phải nhìn về phía chính diện. Vợt trong trạng thái sẵn sàng, với cánh tay cầm vợt hơi gấp khúc. Vị trí phải đem lại cảm giác cân bằng, tạo cơ sở vững chắc cho các pha tấn công và di chuyển nhanh sang hai bên. Người chơi hoàn toàn có thể điều chỉnh tư thế của mình theo sở thích cá nhân và thay đổi tư thế trong các trường hợp cụ thể.

## Các loại cú đánh
Các cú đánh bóng bàn thường được chia thành hai nhóm: tấn công và phòng thủ.

### Các cú đánh tấn công

#### Hit (Công bóng)
Còn được gọi là công bóng nhanh, là một cú đánh trực tiếp vào trái bóng, đẩy nó về phía đối phương. Nó khác với kỹ thuật công bóng trong các bộ môn dùng vợt như tennis vì mặt vợt chủ yếu vuông góc với hướng của cú đánh, và phần nhiều năng lượng tác dụng vào trái bóng đem lại tốc độ thay vì độ xoáy, tạo ra một đường bóng không nhiều vòng cung, nhưng đủ nhanh để làm khó người trả bóng. Công bóng nhanh được sử dụng để giữ bóng trong cuộc, gây áp lực lên đối phương và mở ra những cơ hội tấn công mạnh mẽ hơn. 

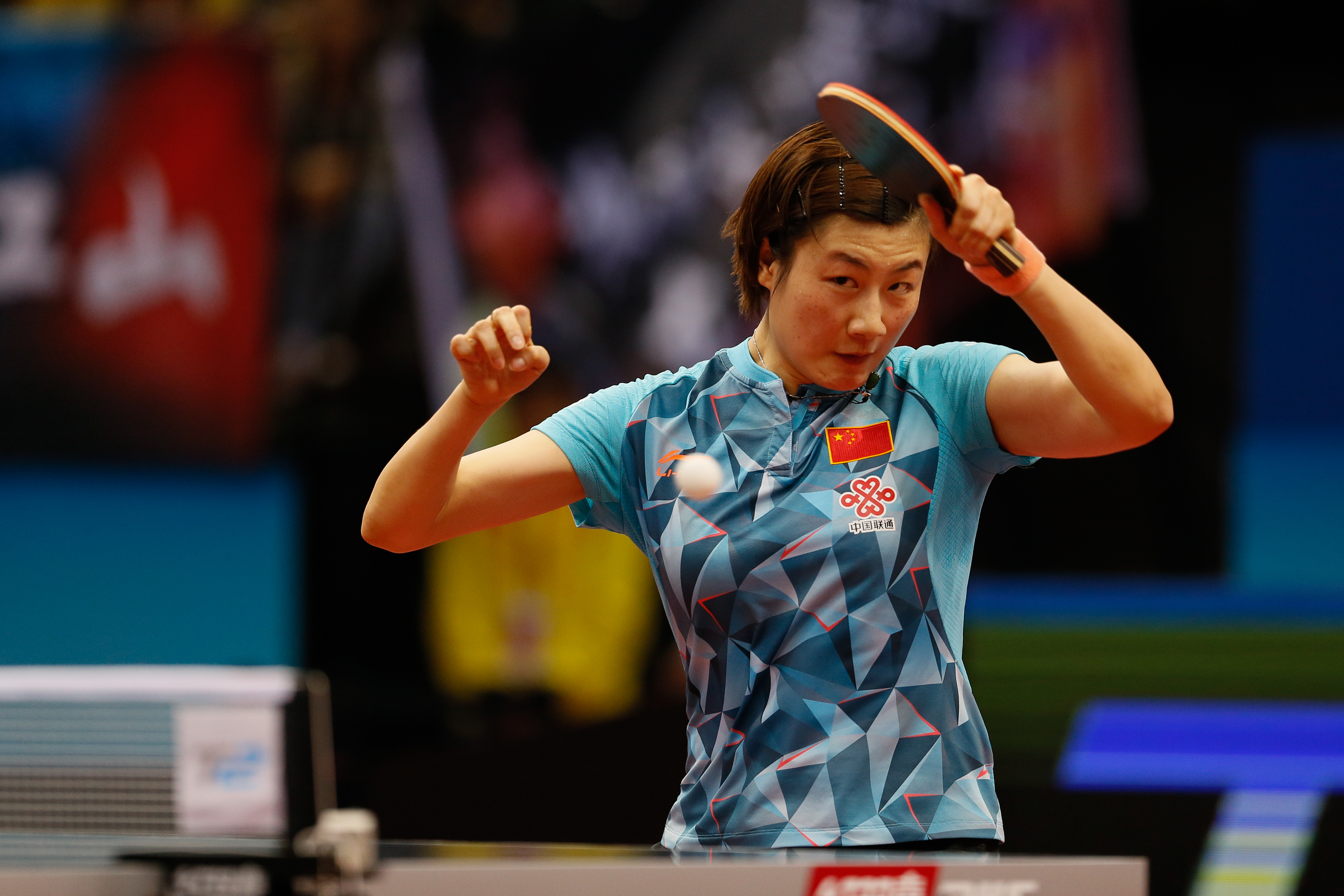
Đinh Ninh thực hiện một cú tấn công phải tay

#### Loop (Giật bóng)
Được hoàn thiện trong những năm 1960, về cơ bản giật bóng là kỹ thuật trái ngược với cắt bóng. Mặt vợt song song với hướng của cú đánh và do đó sượt qua trái bóng, đem lại một lượng lớn xoáy lên. Một cú giật bóng tốt sẽ tạo nên quỹ đạo bóng hơi vòng cung, và một khi chạm vào bàn đối phương, trái bóng sẽ nảy vọt về phía trước, giống như cú giao bóng trong môn tennis. Hầu hết các tay vợt chuyên nghiệp hiện nay, chẳng hạn Đinh Ninh, Timo Boll và Trương Kế Khoa sử dụng giật bóng là kỹ thuật tấn công chủ yếu.

#### Counter-hit (Đối công)
Đối công là một đòn phản công lại các cú công bóng, thường là những cú giật bóng. Mặt vợt được giữ gần trái bóng và song song với hướng của cú đánh. Đối công được thực hiện ngay sau khi trái bóng chạm bàn bật ra, khiến trái bóng đi nhanh hơn sang phía bàn đối phương. Matsudaira Kenta được biết đến là tay vợt chủ yếu dùng kỹ thuật đối công để tấn công.

#### Flip (Hất bóng)
Khi một người chơi cố tấn công một trái bóng chưa nảy ra khỏi mép bàn, người chơi đó sẽ không thể vào bóng theo hướng từ sau ra trước. Tuy nhiên, vẫn có thể tấn công trái bóng bằng một động tác nhanh được thực hiện bằng cổ tay gọi là hất bóng. Hất bóng không phải là một kỹ thuật đặc trưng mà nó có vài điểm tương đồng với giật bóng. Đặc điểm nhận diện của hất bóng là động tác đánh bóng chủ yếu bằng cổ tay.

#### Smash (Bạt bóng)
Người chơi thường sẽ thực hiện một cú bạt bóng khi đối phương trả bóng nảy quá cao hoặc quá gần lưới. Nó gần như luôn luôn được thực hiện bằng một cú đánh thuận tay. Bạt bóng sử dụng khả năng tăng tốc nhanh để truyền tốc độ vào trái bóng nhiều nhất có thể, khiến đối phương không kịp phản ứng. Mặt vợt thường vuông góc với hướng của cú đánh. Bởi vì tốc độ là mục tiêu chính của kỹ thuật này, độ xoáy của trái bóng có thể có nhưng thường rất nhỏ. Một người chơi trong thế tấn công sẽ xem các lượt trả bóng là bước tạo điều kiện để họ có thể thực hiện thành công một cú bạt bóng và giành chiến thắng lượt chơi. Bạt bóng được sử dụng nhiều hơn với lối cầm vợt dọc.

### Các cú đánh phòng thủ

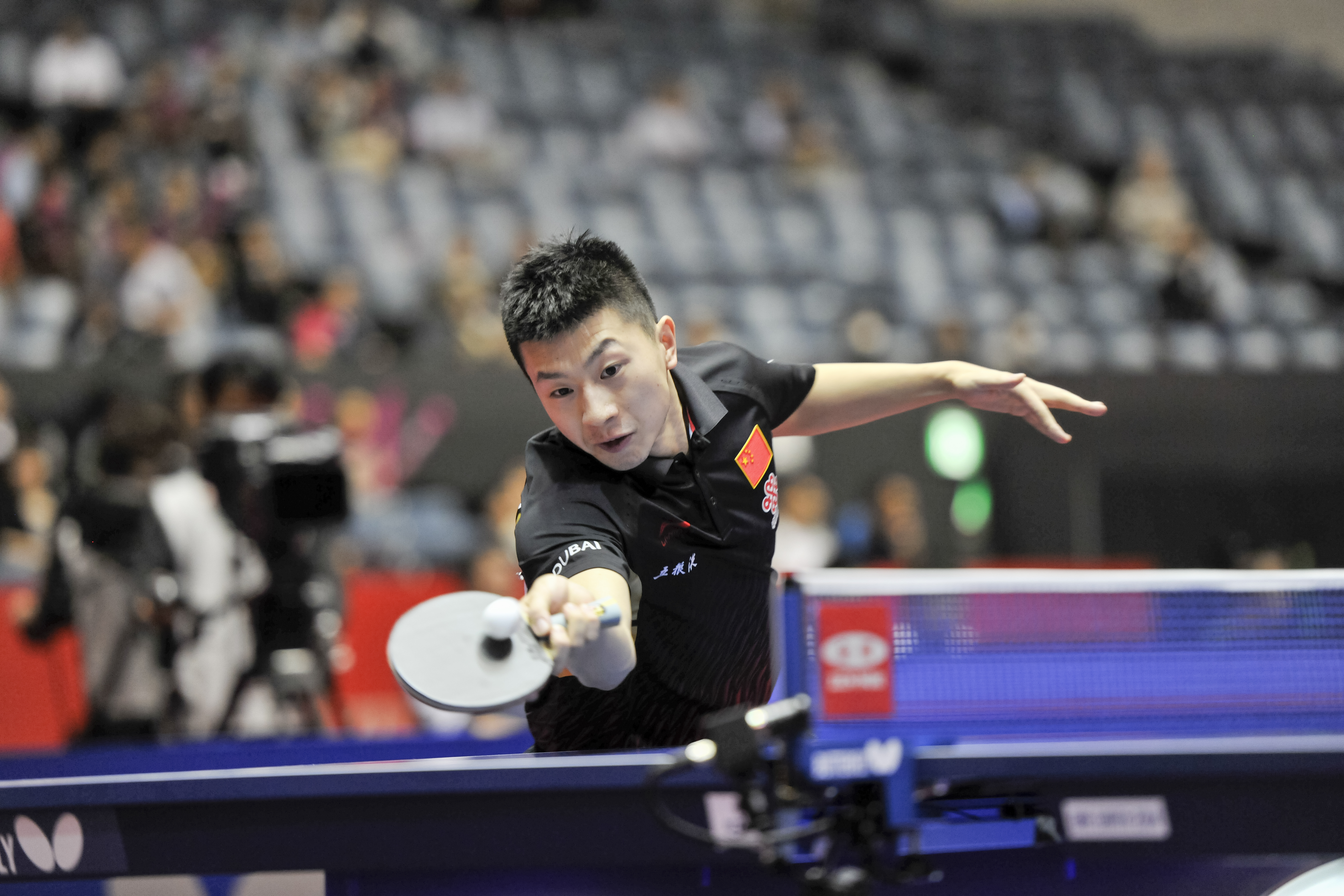
Mã Long đang thực hiện một pha gò bóng

#### Push (Gò bóng)
Gò bóng (còn gọi là "thả ngắn" ở châu Á) thường được sử dụng để giữ điểm và tạo cơ hội tấn công. Một cú gò bóng giống như một cú bỏ nhỏ trong tennis: mặt vợt cắt bên dưới trái bóng, tạo ra xoáy xuống và làm trái bóng từ từ quay trở lại bàn đối phương. Một cú gò bóng có thể rất khó bị tấn công vì độ xoáy xuống của trái bóng khiến nó có xu hướng chúi xuống mặt bàn ngay khi vừa chạm vợt của người trả bóng. Để tấn công lại một cú gò bóng, người chơi thường phải sử dụng một cú giật bóng (đối với gò bóng dài) hoặc một cú hất bóng (đối với gò bóng ngắn). Thông thường, giải pháp tốt nhất cho người mới chơi là chỉ cần gò bóng trở lại một lần nữa, tạo ra một chuỗi các cú gò bóng. Nhưng đối với những người chơi giỏi, đó có khả năng là lựa chọn tồi tệ nhất vì đối phương sẽ phản công bằng một cú giật bóng, đặt người chơi vào thế phòng thủ. Gò bóng có lợi thế trong một số trường hợp, chẳng hạn như khi đối phương là người dễ mắc sai lầm. 

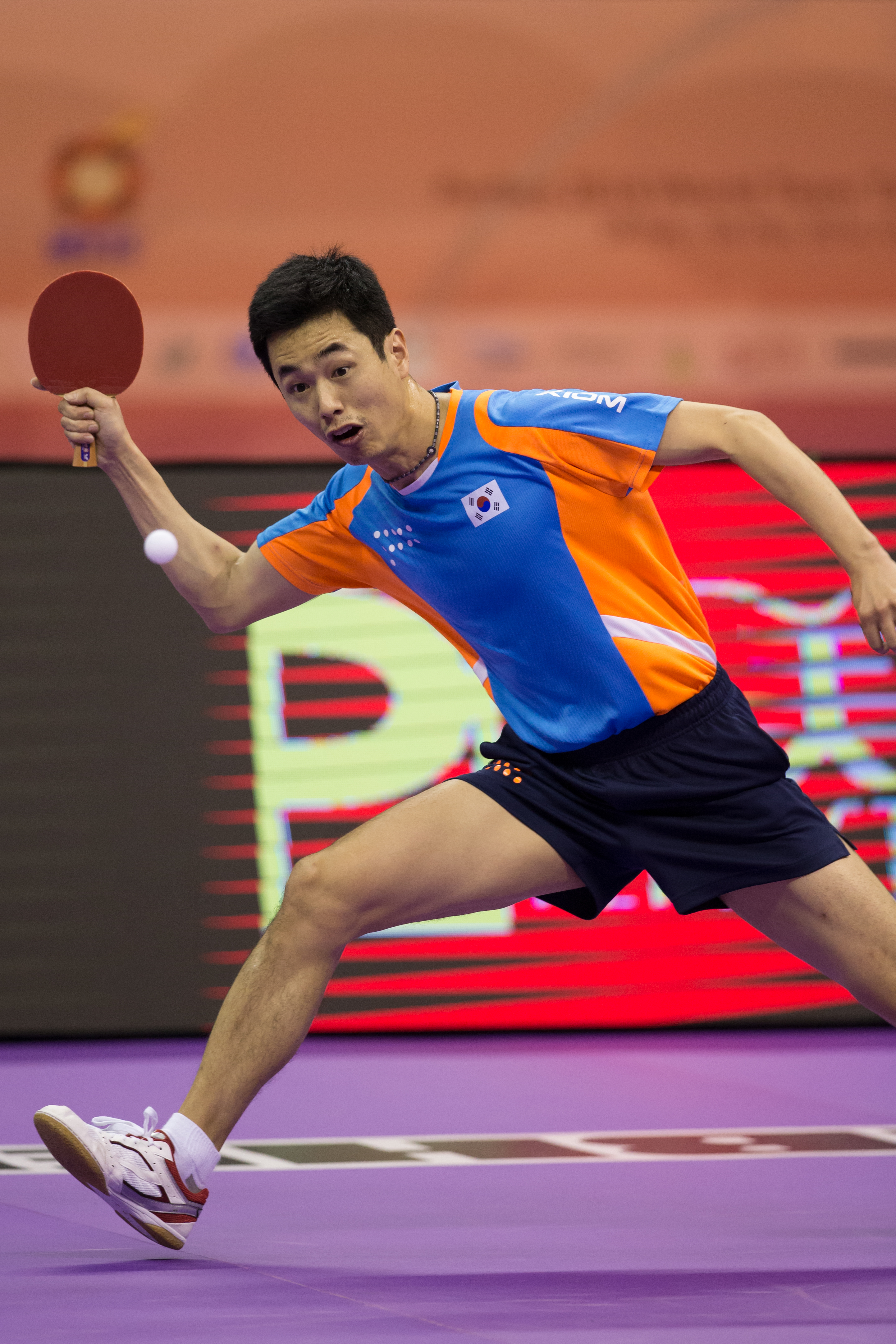
Joo Se-hyuk, tay vợt nổi tiếng phòng thủ bằng kỹ thuật cắt bóng

#### Chop (Cắt bóng)
Cắt bóng là một kỹ thuật phòng thủ, đối nghịch với cú giật bóng. Về cơ bản, cắt bóng là một cú gò bóng lớn hơn, nặng hơn, được thực hiện xa bàn. Mặt vợt chủ yếu nằm theo chiều ngang, hơi chếch lên trên và dọc theo hướng của cú đánh. Mục đích của cắt bóng là sử dụng xoáy xuống để đối chọi lại các cú giật xoáy lên của đối phương. Một cú cắt bóng tốt sẽ khiến trái bóng quay trở lại bàn đối phương, theo chiều gần như ngang với mặt bàn. Trong vài trường hợp, độ xoáy xuống nhiều đến mức làm cho trái bóng nảy vọt lên. Một cú cắt bóng như vậy sẽ rất khó để trả bóng do lượng xoáy xuống quá lớn. Một số người chơi phòng thủ có khả năng tạo ra các biến thể không xoáy hoặc xoáy ngang cho cú cắt bóng của mình. Joo Se-hyuk và Vũ Dương là hai trong số nhiều tay vợt rất giỏi cắt bóng.

#### Block (Chặn bóng)
Một cú chặn được thực hiện đơn giản bằng cách đặt mặt vợt ngay trước trái bóng khi nó vừa nảy lên, khiến cho trái bóng bật ngược lại phần bàn đối phương với lực gần như không đổi. Kỹ thuật này đòi hỏi tính chính xác, vì độ xoáy, tốc độ và vị trí của trái bóng đều ảnh hưởng tới cú chặn bóng. Đối phương rất có thể thực hiện một cú giật, công bóng hoặc bạt bóng hoàn hảo, chỉ để đánh trả lại cú chặn bóng với tốc độ nhanh nhất. Do sức mạnh bị tác động bởi pha tấn công trước đó, thường thì đối phương không thể phục hồi đủ nhanh để đánh trả lại cú chặn bóng, đặc biệt nếu cú chặn bóng hướng trái bóng tới một vị trí bất ngờ trên bàn. Chặn bóng hầu như luôn tạo ra cùng một kiểu xoáy với cú đánh trước đó của đối phương, nhiều khi tạo ra xoáy lên.

#### Lob (Câu bóng)
Cú câu bóng phòng thủ đẩy trái bóng đi ở độ cao tầm năm mét, và đáp xuống phần bàn đối phương với độ xoáy lớn. Kỹ thuật này là thao tác nâng trái bóng lên một độ cao cực lớn trước khi nó rơi trở lại phần bàn đối phương. Một cú câu bóng cũng có khả năng tạo ra bất cứ kiểu xoáy nào. Mặc cho đối phương có thể bạt bóng rất mạnh và nhanh, nhưng một cú câu bóng tốt vẫn có thể khó đánh trả do sự khó lường của trái bóng. Vì vậy, dù lùi xa bàn hàng chục mét và phải chạy để đón trái bóng, một người chơi phòng ngự tốt vẫn sẽ giành được điểm nếu có những cú câu bóng chất lượng. Câu bóng ít được người chơi ưa chuộng. Một ngoại lệ đáng chú ý là trường hợp của tay vợt Michael Maze.

## Hiệu ứng xoáy
Tác động xoáy vào trái bóng là một trong những cách tạo đột biến trong lối chơi bóng bàn. Mặc dù gần như mọi cú đánh hoặc cú giao bóng đều tạo ra độ xoáy cho trái bóng, nhưng nắm được các kiểu xoáy riêng lẻ cho phép người chơi phòng thủ và tung ra các cú đánh một cách hiệu quả.

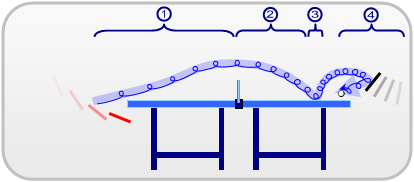
4 giai đoạn quỹ đạo cong của bóng xoáy xuống

### Backspin (Xoáy xuống)
Xoáy xuống là khi nửa dưới trái bóng xoay theo khuynh hướng ra xa khỏi người chơi và được tạo ra bằng cách tác động vào phần đáy trái bóng theo chiều hướng xuống. Ở cấp độ chuyên nghiệp, xoáy xuống được dùng để phòng thủ, giúp cho người chơi giữ trái bóng nảy ở mức thấp. Xoáy xuống cũng thường xuyên được sử dụng trong các pha giao bóng vì làm cho người trả giao bóng khó tấn công hơn, dù rằng ở trình độ cao người ta thường giao bóng xoáy ngang đi kèm xoáy xuống hoặc xoáy lên. Do lực nâng ban đầu vào trái bóng, nên tồn tại một giới hạn tốc độ cho cú đánh xoáy, để trái bóng không chệch ra ngoài phần bàn của đối phương. Tuy nhiên, bóng xoáy xuống ở tốc độ cao cũng rất khó đối phó vì pha trả bóng cần đảm bảo một góc độ chính xác nhất định. Người ta thường xuyên thay đổi các quy định liên quan đến thiết bị nhằm cố gắng duy trì sự cân bằng giữa các lựa chọn bóng xoáy trong phòng thủ và tấn công. Trên thực tế, người chơi có thể tung một cú bạt bóng để đánh trả bóng xoáy xuống, nhưng chỉ với những trái bóng nảy cao gần lưới mà thôi. 

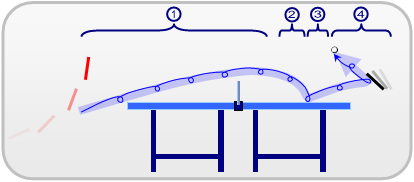
4 giai đoạn quỹ đạo cong của bóng xoáy lên

### Topspin (Xoáy lên)
Cú đánh xoáy lên tác động một phần nhỏ vào đỉnh của trái bóng. Tuy nhiên, giống như xoáy xuống, trục xoay của trái bóng vẫn gần như vuông góc với quỹ đạo của nó, do đó hiệu ứng Magnus vẫn sẽ quyết định quỹ đạo cong của trái bóng. Sau khi lên tới đỉnh của đường cong quỹ đạo, trái bóng sẽ chìm xuống dưới về phía đối phương, trước khi chạm bàn và nảy lên. Khi nảy, xoáy lên sẽ làm tăng tốc trái bóng, giống như một bánh xe tròn tiếp xúc với mặt đất khi đang quay. Xoáy lên làm trái bóng vọt lên trên và đối phương buộc phải điều chỉnh góc vợt của mình để trả bóng, động tác này gọi là "úp vợt".
Giới hạn tốc độ của cú đánh xoáy lên nhỏ hơn so với cú đánh xoáy xuống. Cú đánh xoáy lên được sử dụng chủ yếu trong thi đấu chuyên nghiệp vì nó cho đối phương ít thời gian để phản ứng. Trong bóng bàn, đánh bóng xoáy lên được coi là một kỹ thuật tấn công do đẩy cao tốc độ trái bóng, làm giảm hiệu năng cơ sinh học và tăng áp lực đặt lên đối thủ khi hạn chế thời gian đối phó của họ (Có cả những cú câu bóng xoáy lên để phòng thủ xa bàn, nhưng chỉ những người chơi có kỹ năng cao mới sử dụng hiệu quả kỹ thuật này). Xoáy lên là loại xoáy ít gặp nhất trong các pha giao bóng chuyên nghiệp, vì người trả giao bóng có thể dễ dàng tấn công một trái bóng xoáy lên di chuyển ở tốc độ thấp.

### Sidespin (Xoáy ngang)
Loại xoáy này chủ yếu áp dụng cho các pha giao bóng, khi góc tiếp xúc bóng của mặt vợt có thể dễ dàng thay đổi. Không giống như hai kỹ thuật đã nói ở trên, đánh bóng xoáy ngang làm cho trái bóng xoay quanh một trục thẳng đứng, thay vì nằm ngang. Trục xoay vẫn vuông góc với quỹ đạo của trái bóng. Trong trường hợp này, hiệu ứng Magnus ít nhiều vẫn sẽ quyết định quỹ đạo cong của trái bóng. Một điểm khác biệt nữa là không giống như xoáy xuống và xoáy lên, xoáy ngang sẽ ảnh hưởng rất nhỏ đến độ nảy của trái bóng, giống như cách mà một con quay sẽ không di chuyển sang trái hoặc phải nếu trục quay của nó là trục thẳng đứng. Điều này làm cho xoáy ngang trở thành một vũ khí lợi hại khi giao bóng, vì nó làm người trả giao bóng khó nhận diện khi quan sát trái bóng nảy, đồng thời cũng làm cho trái bóng "mất" ít độ xoáy hơn khi nảy. Cú đánh xoáy ngang cũng được sử dụng trong một chuỗi pha bóng tấn công, thường ở khoảng cách xa, bổ trợ cho các cú đánh xoáy xuống và xoáy lên. Kỹ thuật này còn được gọi là "hook". Hook đôi khi được sử dụng trong các pha đánh bóng vòng qua lưới.

### Corkspin (Xoáy nút chai)
Người chơi sử dụng kiểu xoáy này hầu như chỉ khi giao bóng, nhưng ở mức chuyên nghiệp, nó cũng được sử dụng trong các cú câu bóng. Không giống như bất kỳ loại xoáy nào được đề cập ở trên, xoáy nút chai có trục xoay tương đối song song với quỹ đạo của trái bóng, do đó hiệu ứng Magnus ít hoặc không ảnh hưởng tới quỹ đạo của trái bóng trong cú đánh xoáy nút chai: khi nảy, bóng sẽ lao sang phải hoặc trái (theo hướng xoáy), làm cho đối phương rất khó trả bóng. Có vẻ như kiểu xoáy này tạo ra hiệu ứng khó chịu nhất, nhưng đó là trên lý thuyết. Thực tế nó kém hiệu quả hơn về mặt chiến thuật so với các cú đánh xoáy ngang hoặc xoáy xuống, vì hạn chế trong khả nặng gây áp lực cho người trả giao bóng. Cụ thể, ngoài việc thay đổi hướng ban đầu khi nảy, trừ khi trái bóng xoáy nút chai vượt ra ngoài tầm với, đối phương hoàn toàn có thể phản đòn bằng xoáy ngang hoặc xoáy xuống. Cú đánh xoáy nút chai cũng có phần tương tự như cú đánh xoáy xuống nhưng có vận tốc tối đa thấp hơn, đơn giản là do góc tiếp xúc của mặt vợt khi tạo ra cú đánh. Để làm trái bóng xoay theo phương song song với quỹ đạo, vợt phải được đặt ít nhiều vuông góc với quỹ đạo, hạn chế đáng kể động lượng phía trước mà vợt truyền cho trái bóng. Xoáy nút chai hầu như luôn phải kết hợp với các loại xoáy khác, vì nếu sử dụng nó một mình thì vừa kém hiệu quả vừa khó thực hiện.

## Giải đấu

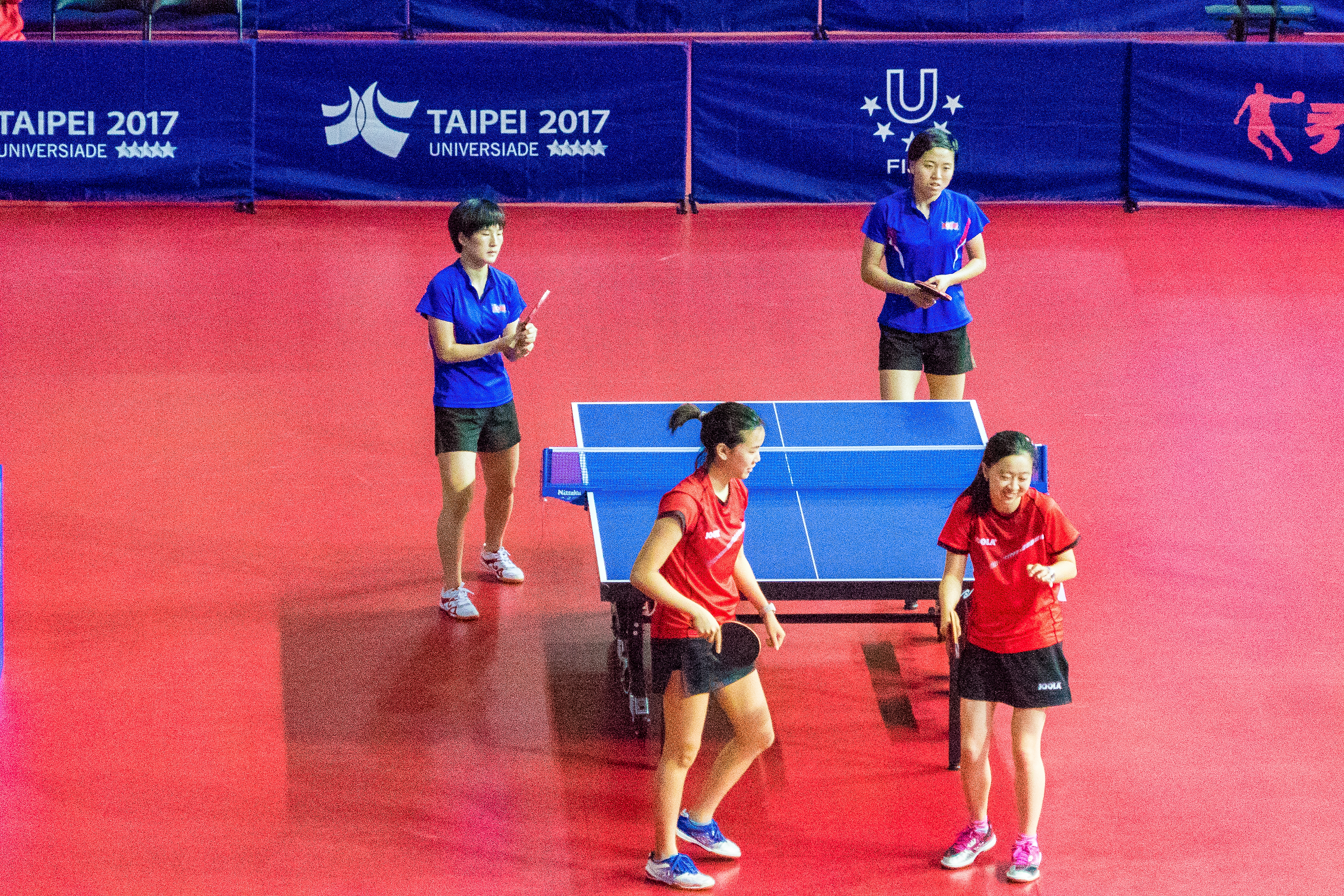
Một trận đấu năm 2017 giữa các tay vợt đến từ Hoa Kỳ và Triều Tiên.

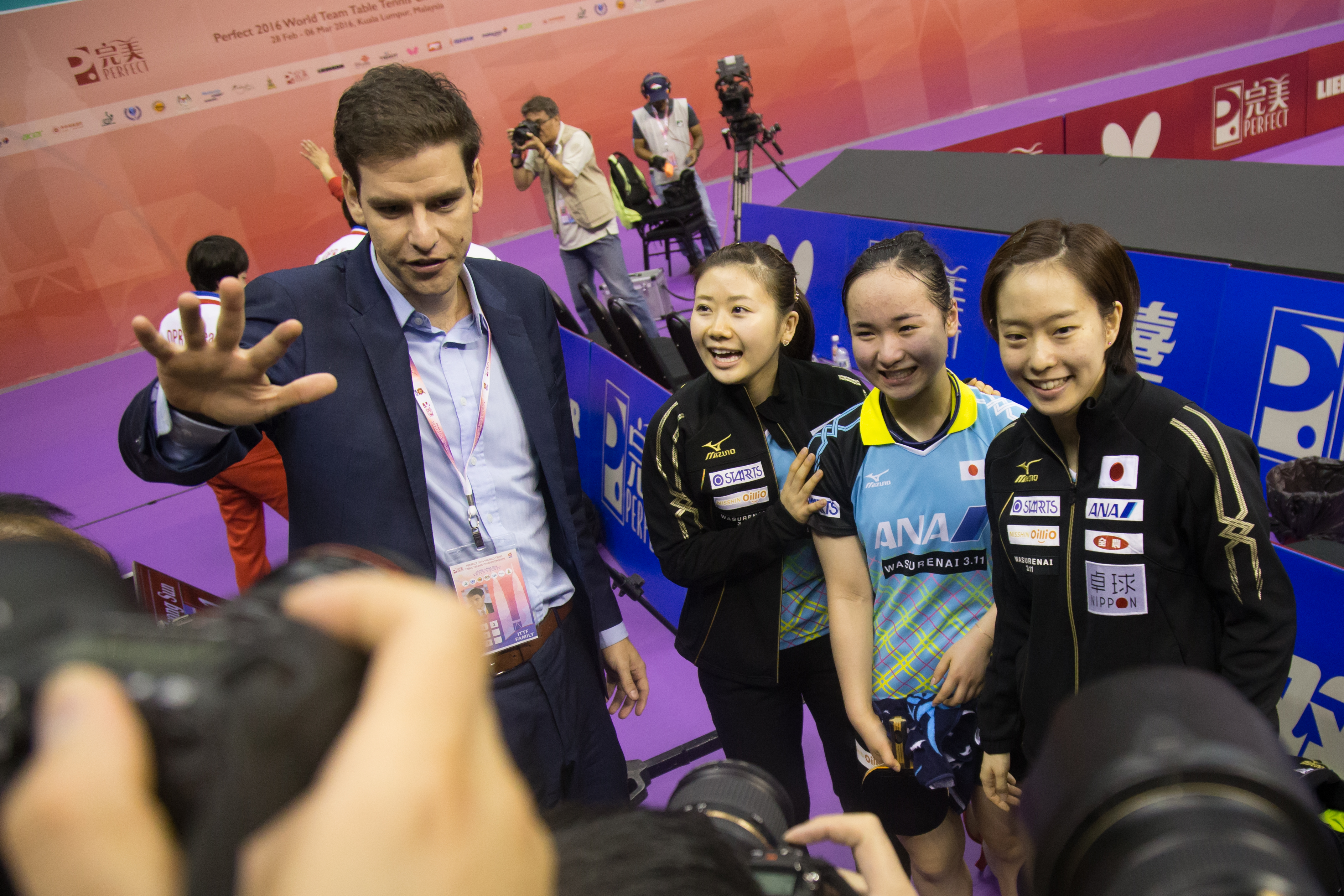
Tại Nhật Bản, các ngôi sao bóng bàn như Fukuhara Ai, Ito Mima, và Ishikawa Kasumi luôn được đánh giá là những vận động viên có giá trị nhất cả nước.

Bóng bàn được tổ chức thi đấu phổ biến ở Đông Á và châu Âu, cũng như đang gây được sự chú ý tại Hoa Kỳ. Những giải đấu quốc tế quan trọng nhất của môn này gồm có Giải vô địch bóng bàn thế giới, World Cup bóng bàn, Thế vận hội và ITTF World Tour. Các giải đấu cấp châu lục thì có:
- Giải vô địch châu Âu
- Top-16 châu Âu
- Giải vô địch châu Á
- Đại hội thể thao châu Á

Các tay vợt người Trung Quốc đã giành tới 60% chức vô địch thế giới dành cho nam kể từ năm 1959; tại giải đấu dành cho nữ Corbillin Cup, họ vô địch tất cả ngoại trừ ba Giải vô địch thế giới, kể từ năm 1971. Một số đội bóng bàn mạnh khác đến từ Đông Á và châu Âu, có thể kể đến như Áo, Belarus, Đức, Hồng Kông, Bồ Đào Nha, Nhật Bản, Hàn Quốc, Singapore, Thụy Điển và Đài Loan.
Cũng có những giải đấu dành cho cấp câu lạc bộ; các giải đấu tổ chức riêng ở các quốc gia Áo, Bỉ, Trung Quốc (China Table Tennis Super League), Nhật Bản (T.League), Pháp, Đức (Bundesliga), và Nga là ví dụ cho đẳng cấp cao nhất. Ngoài ra còn có một số giải đấu cấp câu lạc bộ quốc tế quan trọng như Champions League châu Âu và giải đấu cạnh tranh cũ của nó là Cúp các câu lạc bộ châu Âu, nơi các đội câu lạc bộ hàng đầu từ khắp châu Âu tham gia tranh tài.

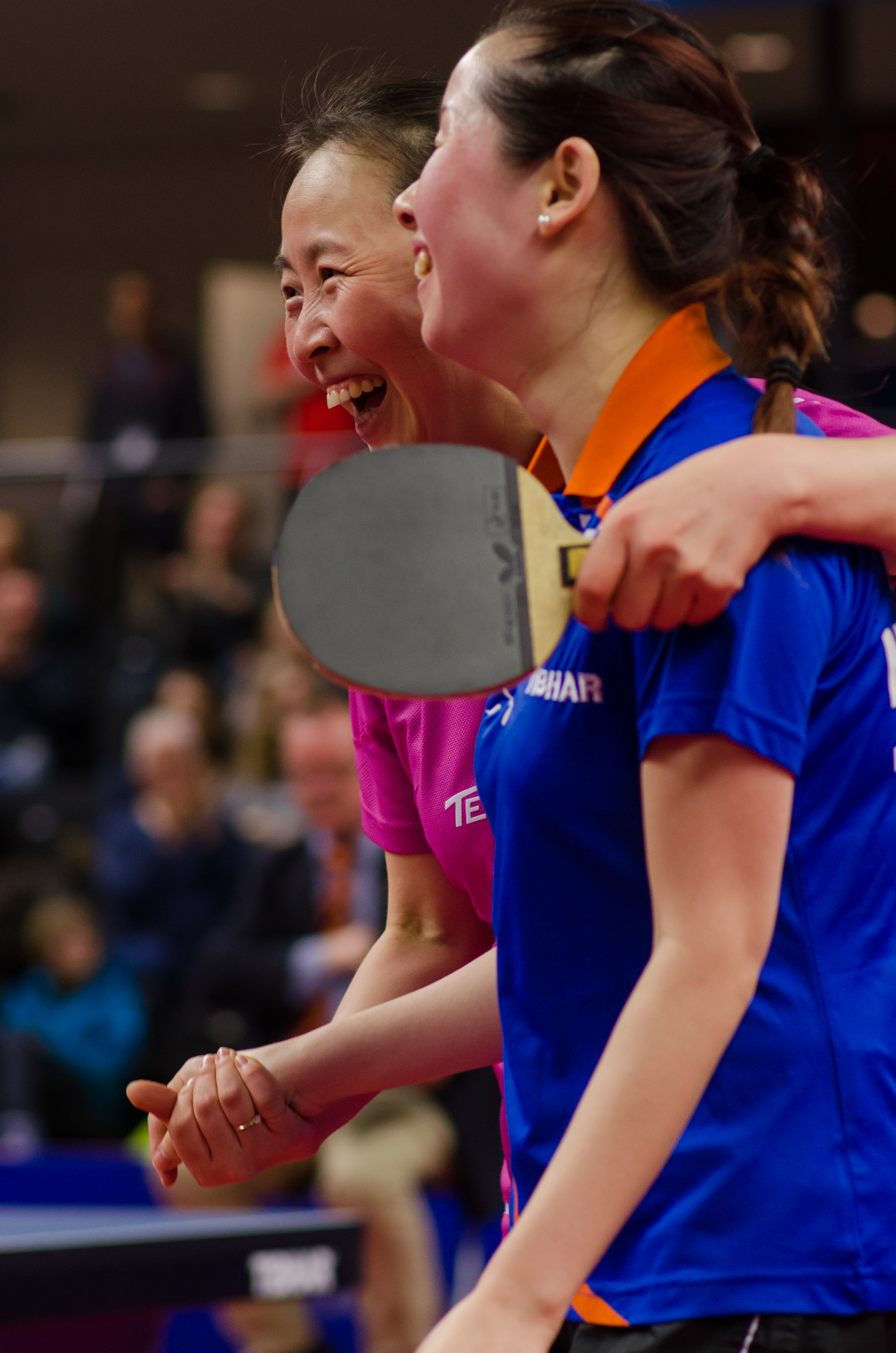
Lý Giảo và Lý Khiết, thi đấu cho Hà Lan, giành vị trí thứ 2 tại Đại hội thể thao châu Âu 2015. Cho đến nay, tất cả sáu vận động viên giành huy chương đơn nữ môn bóng bàn trong lịch sử Đại hội thể thao châu Âu đều là người gốc Hoa.

## Nhập tịch vận động viên bóng bàn
Theo New York Times, 31% tay vợt bóng bàn tại Thế vận hội Mùa hè 2016 là người nhập tịch. Tỷ lệ này cao gấp đôi so với môn thể thao đứng ở vị trí tiếp theo là bóng rổ với 15% cầu thủ nhập tịch. Cũng theo tờ báo này, khoảng 44 trong 172 vận động viên trong Thế vận hội này sinh ra tại Trung Quốc, đại diên cho 22 nước.
Đặc biệt, các tay vợt gốc Hoa thi đấu cho Singapore đã giành được ba huy chương Olympic, nhiều hơn tất cả các vận động viên bản địa, thi đấu cho toàn bộ các môn thể thao. Những thành công này gây ra rất nhiều tranh cãi tại Singapore. Trong năm 2014, chủ tịch Liên đoàn bóng bàn Singapore, bà Lee Bee Wah đã phải từ chức vì vấn đề này. Tuy nhiên, người kế nhiệm bà là Ellen Lee về cơ bản vẫn tiếp tục con đường nhập tịch.
Tỉ lệ nhập tịch bắt đầu gia tăng kể từ quyết định của ITTF năm 2009 (một năm sau khi Trung Quốc thâu tóm tất cả các huy chương có thể được Thế vận hội môn bóng bàn) nhằm giảm số lượng tay vợt đăng kí thi đấu của mỗi liên đoàn tại cả Thế vận hội lẫn Giải vô địch thế giới.
Năm 2019, ITTF thông qua điều luật quy định rõ những tay vợt nhập quốc tịch không được thi đấu cho liên đoàn mới của họ, trước những thời hạn sau:
- 1 năm sau ngày đăng ký, nếu tay vợt dưới 15 tuổi khi đăng ký và chưa từng đại diện cho liên đoàn khác
- 3 năm sau ngày đăng ký, nếu người chơi dưới 15 tuổi khi đăng ký và đã từng đại diện cho liên đoàn khác
- 5 năm sau ngày đăng ký, nếu người chơi từ 15 đến 17 tuổi khi đăng ký
- 7 năm sau ngày đăng ký, nếu người chơi từ 18 đến 20 tuổi khi đăng ký
- 9 năm sau ngày đăng ký, nếu người chơi từ 21 tuổi trở lên khi đăng ký

## Những tay vợt tiêu biểu

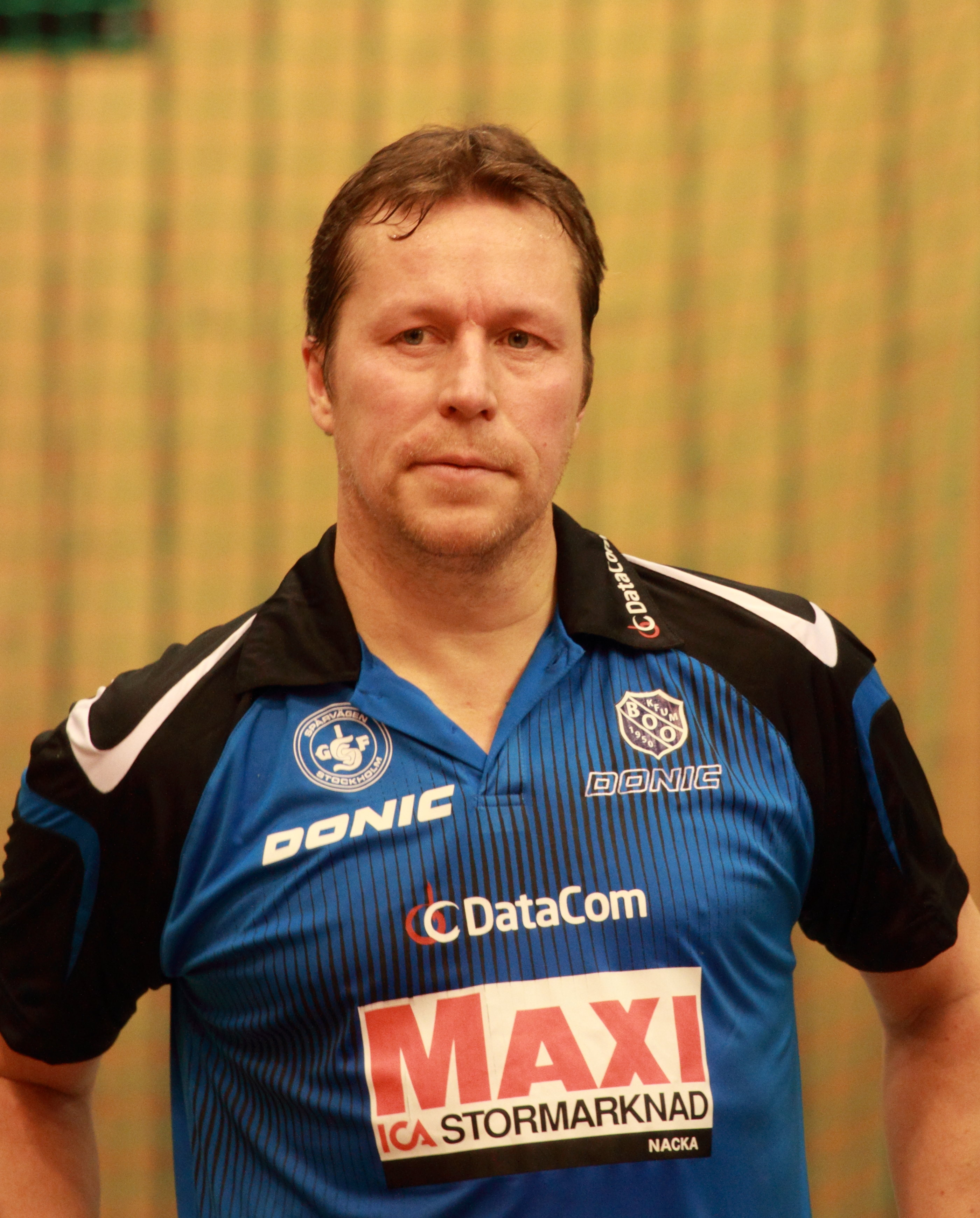
Jan-Ove Waldner, tay vợt đầu tiên giành Grand Slam bóng bàn

Có một đại sảnh danh vọng tồn tại ở bảo tàng ITTF. Một tay vợt giành được Grand Slam khi là người vô địch nội dung đơn tại cả Thế vận hội, Giải vô địch thế giới, và World Cup. Jan-Ove Waldner người Thụy Điển là tay vợt nam đầu tiên có Grand Slam tại Thế vận hội 1992. Trong khi đó, Đặng Á Bình người Trung Quốc là tay vợt nữ đầu tiên làm được điều này tại giải World Cup dành cho nữ vào năm 1996. Bảng sau đây là danh sách đầy đủ tất cả những vận động viên đã hoàn thành Grand Slam.
| Tên             | Giới tính | Quốc tịch  | Năm vô địch    | Năm vô địch           | Năm vô địch                |        |
| Tên             | Giới tính | Quốc tịch  | Thế vận hội    | Giải vô địch thế giới | World Cup                  |        |
| --------------- | --------- | ---------- | -------------- | --------------------- | -------------------------- | ------ |
| Jan-Ove Waldner | Nam       | Thụy Điển  | 1 (1992)       | 2 (1989, 1997)        | 1 (1990)                   | [ 75 ] |
| Đặng Á Bình     | Nữ        | Trung Quốc | 2 (1992, 1996) | 3 (1991, 1995, 1997)  | 1 (1996)                   | [ 76 ] |
| Lưu Quốc Lương  | Nam       | Trung Quốc | 1 (1996)       | 1 (1999)              | 1 (1996)                   | [ 77 ] |
| Khổng Lệnh Huy  | Nam       | Trung Quốc | 1 (2000)       | 1 (1995)              | 1 (1995)                   | [ 78 ] |
| Vương Nam       | Nữ        | Trung Quốc | 1 (2000)       | 3 (1999, 2001, 2003)  | 4 (1997, 1998, 2003, 2007) | [ 79 ] |
| Trương Di Ninh  | Nữ        | Trung Quốc | 2 (2004, 2008) | 2 (2005, 2009)        | 4 (2001, 2002, 2004, 2005) | [ 80 ] |
| Trương Kế Khoa  | Nam       | Trung Quốc | 1 (2012)       | 2 (2011, 2013)        | 2 (2011, 2014)             | [ 81 ] |
| Lí Hiểu Hà      | Nữ        | Trung Quốc | 1 (2012)       | 1 (2013)              | 1 (2008)                   | [ 82 ] |
| Đinh Ninh       | Nữ        | Trung Quốc | 1 (2016)       | 3 (2011, 2015, 2017)  | 2 (2011, 2014)             | [ 83 ] |
| Mã Long         | Nam       | Trung Quốc | 1 (2016)       | 3 (2015, 2017, 2019)  | 2 (2012, 2015)             |        |

Jean-Philippe Gatien (Pháp) và Vương Hạo (Trung Quốc) đã giành được cả hai chức vô địch thế giới và World Cup, nhưng để thua trong các trận tranh huy chương vàng tại Thế vận hội. Jörgen Persson (Thụy Điển) cũng giành được các danh hiệu ngoại trừ Thế vận hội. Persson là một trong ba vận động viên bóng bàn đã thi đấu tại bảy kỳ Thế vận hội. Mã Lâm (Trung Quốc) đã giành cả HCV Thế vận hội và World Cup, nhưng để thua 3 lần vào các năm 1999, 2005 và 2007 trong các trận chung kết của Giải vô địch thế giới.

## Quản lý

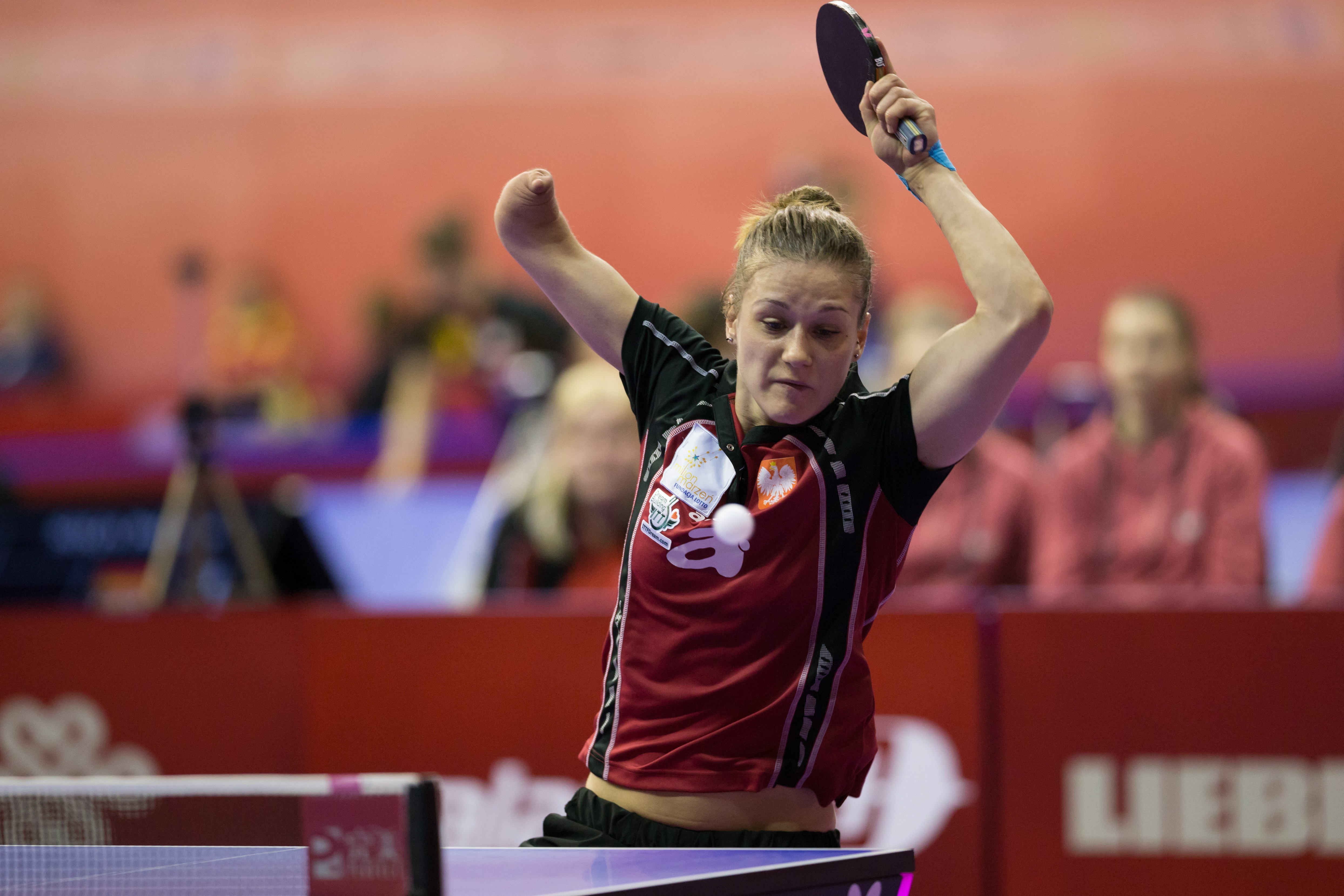
Natalia Partyka, một trong số ít những tay vợt đã thi đấu ở cả Paralympics và Olympics

Được thành lập vào năm 1926, Liên đoàn bóng bàn quốc tế (ITTF) là cơ quan quản lý toàn cầu về bộ môn bóng bàn, duy trì hệ thống xếp hạng quốc tế bên cạnh việc tổ chức các sự kiện như Giải vô địch bóng bàn thế giới. Năm 2007, việc quản lý môn bóng bàn dành cho người khuyết tật được chuyển từ Ủy ban Paralympic quốc tế sang ITTF.
Ở nhiều lục địa, có các cơ quan quản lý chịu trách nhiệm về môn bóng bàn riêng. Ví dụ, Liên minh bóng bàn châu Âu (ETTU) chịu trách nhiệm quản lý môn bóng bàn ở châu Âu. Ngoài ra còn có các cơ quan cấp quốc gia và chính quyền địa phương khác chịu trách nhiệm về môn thể thao này, chẳng hạn như USA Table Tennis (USATT), là cơ quan quản lý cấp quốc gia về bóng bàn ở Hoa Kỳ.

## Các biến thể
Môn bóng bàn Hardbat sử dụng vợt có "pips" ngắn hướng ra ngoài và không có phần mút, làm giảm tốc độ và độ xoáy của trái bóng khi thi đấu. Giải vô địch Ping Pong thế giới sử dụng loại vợt cũ bằng gỗ, được phủ giấy nhám.